# Kosovo

Kosovo, oficial Republica Kosovo, este o țară fără ieșire la mare din Europa de Sud-Est cu recunoaștere diplomatică parțială. Se învecinează cu Albania la sud-vest, Muntenegru la vest, Serbia la nord și est, și Macedonia de Nord la sud-est. Acoperă o suprafață de 10,887 km2 (4,203 mi2) și are o populație de aproximativ 1,6 milioane. Kosovo are un relief variat, cu câmpii înalte, dealuri și munți, dintre care unii au o altitudine de peste 2.500 m (8.200 ft). Clima sa este în principal continentală cu influențe mediteraneene și alpine. Capitala și cel mai mare oraș al Kosovo este Priștina; alte orașe importante și zone urbane includ Prizren, Ferizaj, Gjilan și Peja.
Tribul Dardani a apărut în Kosovo și a stabilit Regatul Dardaniei în secolul al IV-lea î.Hr. A fost ulterior anexat de Imperiul Roman în secolul I î.Hr. Teritoriul a rămas în Imperiul Bizantin, înfruntând migrații slave în secolele VI și VII d.Hr. Controlul a trecut între bizantini și Primul Imperiu Bulgar. În secolul al XIII-lea, Kosovo a devenit parte integrantă a statului medieval sârb și a înființării Patriarhiei Sârbe. Expansiunea otomană în Balcani la sfârșitul secolelor XIV și XV a dus la declinul și căderea Imperiului Sârb; Bătălia de la Kosovo din 1389, în care o coaliție condusă de sârbi din diverse etnii a luptat împotriva Imperiului Otoman, este considerată unul dintre momentele definitorii.
Diverse dinastii, în principal Branković, au condus Kosovo pentru o mare parte a perioadei de după bătălie. Imperiul Otoman a cucerit complet Kosovo după A doua bătălie de la Kosovo, conducând timp de aproape cinci secole până în 1912. Kosovo a fost centrul Renașterii Albaneze și a cunoscut revoltele albaneze din 1910 și 1912. După Războaiele Balcanice (1912–1913), a fost cedat Regatul Serbiei, iar după cel de-al Doilea Război Mondial, a devenit o Provincie Autonomă în cadrul Iugoslaviei. Tensiunile dintre comunitățile albaneze și sârbe din Kosovo au persistat în secolul XX și au erupt ocazional în violențe majore, culminând cu Războiul din Kosovo din 1998 și 1999, care a dus la retragerea armatei iugoslave și la înființarea Administrației ONU în Kosovo.
Kosovo a declarat unilateral independența față de Serbia la data de 17 februarie 2008 și de atunci a obținut recunoaștere diplomatică ca stat suveran de către 104 state membre ale Națiunilor Unite. Serbia nu recunoaște oficial Kosovo ca stat suveran și continuă să o revendice ca parte a Provinciei Autonome Kosovo și Metohija, dar acceptă autoritatea instituțiilor Kosovo ca parte a Acordului de la Bruxelles din 2013.
Kosovo este o țară în curs de dezvoltare, cu o economie de venituri medii superioare. A cunoscut o creștere economică solidă în ultimul deceniu, conform măsurătorilor instituțiilor financiare internaționale, de la începutul crizei financiare din 2007–2008. Kosovo este membru al Fondului Monetar Internațional, Băncii Mondiale, BERD, Comisia de la Veneția, și Comitetul Olimpic Internațional, și a solicitat aderarea la Consiliul Europei, UNESCO, și Interpol, precum și statutul de observator în Organizația pentru Cooperarea Islamică. În luna decembrie a anului 2022, Kosovo a depus o cerere oficială pentru a deveni membru al Uniunii Europene.

## Etimologie
Numele Kosovo este de origine slavă de sud. Kosovo (sârbă Косово) este adjectivul posesiv neutru în sârbă al lui kos (кос), „mierlă neagră”, o elipsă pentru Kosovo Polje, „Câmpul Mierlei Negre”, numele unui câmp carstic situat în jumătatea estică a Kosovo de astăzi și locul Bătăliei de la Câmpul Kosovo din 1389. Numele câmpului carstic a fost aplicat pentru prima dată unei zone mai largi atunci când a fost creat Vilayetul Otoman al Kosovo în anul 1877.
Întregul teritoriu care corespunde țării de astăzi este denumit în mod obișnuit în engleză simplu ca Kosovo și în albaneză ca Kosova (forma definită) sau Kosovë (forma nedefinită, pronunțat [kɔˈsɔvə]). În Serbia, se face o distincție formală între zonele estice și vestice ale țării; termenul Kosovo (Косово) este folosit pentru partea estică a Kosovo centrată pe Câmpul Kosovo istoric, în timp ce partea vestică a teritoriului Kosovo se numește Metohija (albaneză Dukagjin). Astfel, în sârbă, întreaga zonă a Kosovo este denumită Kosovo și Metohija.
Dukagjini sau platoul Dukagjini (albaneză: „Rrafshi i Dukagjinit”) este un nume alternativ pentru Kosovo de Vest, fiind folosit din secolele XV–XVI ca parte a Sanjakului Dukakin cu capitala sa Peja, și este numit după familia albaneză medievală Dukagjini.

### Utilizare modernă
Unii albanezi preferă, de asemenea, să se refere la Kosovo ca „Dardania”, numele unui regat antic și ulterior al provinciei romane, care acoperea teritoriul Kosovo-ului modern. Numele este derivat din tribul antic al Dardanilor, care este considerat a fi înrudit cu termenul proto-albanez dardā, care înseamnă „pară” (albaneză modernă: dardhë). Fostul președinte al Kosovo, Ibrahim Rugova, a fost un susținător entuziast al unei identități „dardaniene”, iar steagul și sigiliul prezidențial kosovar fac referire la această identitate națională. Cu toate acestea, numele „Kosova” rămâne mai larg utilizat în rândul populației albaneze. Steagul Dardaniei rămâne în uz ca sigiliu și standard oficial prezidențial și este prezentat intens în instituția președinției țării.
Numele oficial convențional lung, așa cum este definit de Constituție, este Republica Kosovo. În plus, ca urmare a unui aranjament convenit între Priștina și Belgrad în discuții mediate de Uniunea Europeană, Kosovo a participat la unele forumuri și organizații internaționale sub titulatura „Kosovo*” cu o notă de subsol care precizează: „Această denumire este fără a aduce atingere pozițiilor privind statutul și este în conformitate cu Rezoluția 1244 a CSO și cu Avisul CIJ privind declarația de independență a Kosovo”. Acest aranjament, care a fost denumit „acordul asterisc”, a fost convenit într-un aranjament în 11 puncte pe data de 24 februarie 2012.

## Istorie

### Istorie antică
Poziția strategică, inclusiv resursele naturale abundente, au fost favorabile dezvoltării așezărilor umane în Kosovo, așa cum este evidențiat de sutele de situri arheologice identificate pe întreg teritoriul său.

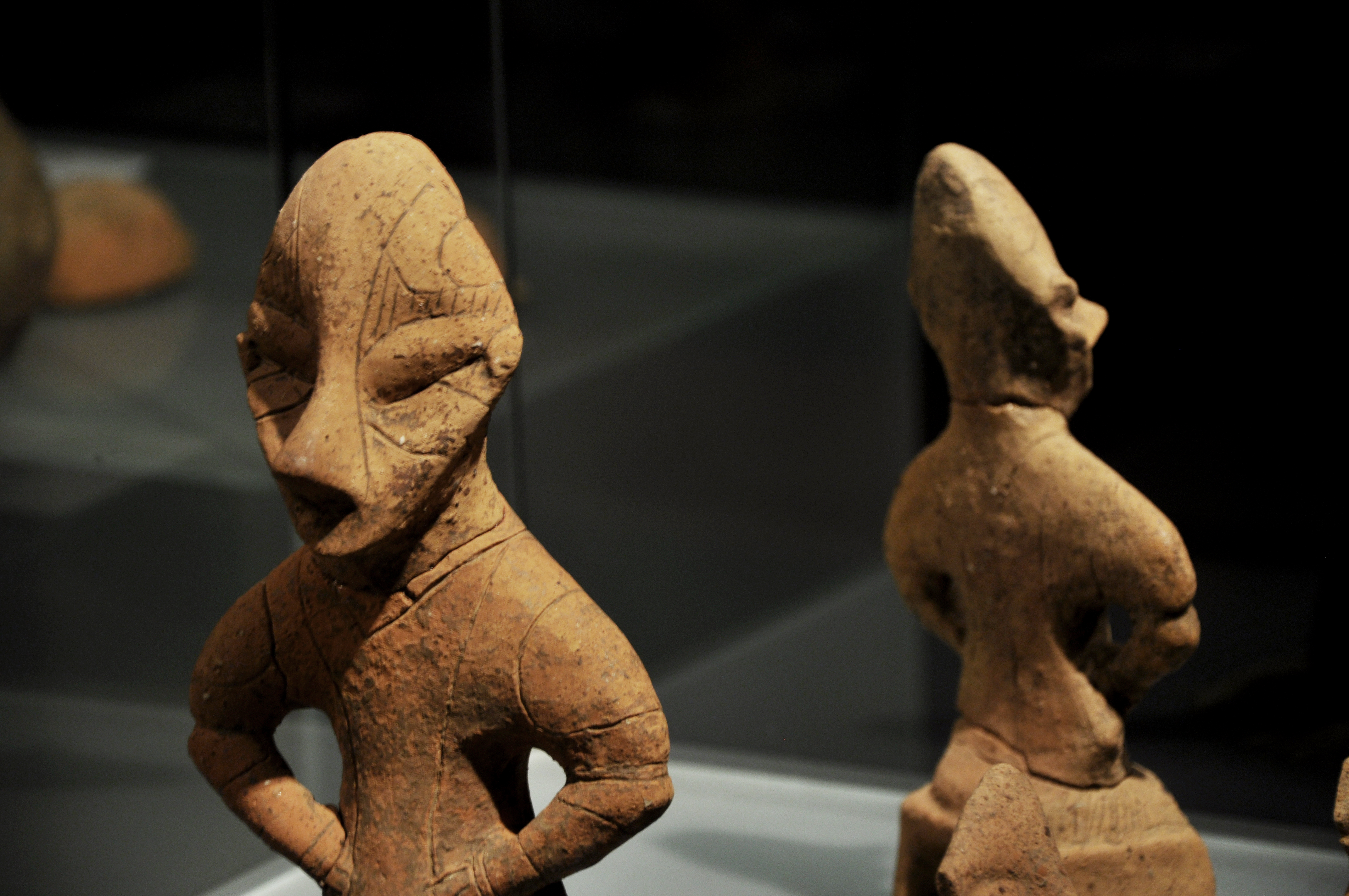
Zeitatea pe Tron din Neolitic este unul dintre cele mai semnificative artefacte arheologice ale Kosovo și a fost adoptată ca simbol al Priștinei.

Începând cu anul 2000, creșterea expedițiilor arheologice a scos la iveală multe situri anterior necunoscute. Cele mai vechi urme documentate în Kosovo sunt asociate cu Epoca Pietrei; și anume, indicii că ar fi existat locuințe în peșteri, cum ar fi Peștera Radivojce lângă izvorul râului Drin, Peștera Grnčar în municipiul Viti și Peșterele Dema și Karamakaz în municipiul Peja.
Cele mai vechi dovezi arheologice ale așezărilor organizate, care au fost găsite în Kosovo, aparțin culturilor Neolitic Starčevo și Vinča. Vlashnjë și Runik sunt situri importante ale epocii neolitice, iar picturile rupestre de la Mrrizi i Kobajës lângă Vlashnjë reprezintă prima descoperire de artă preistorică în Kosovo. Printre descoperirile excavărilor din Runik se numără o ocarina din lut ars, care este primul instrument muzical înregistrat în Kosovo.

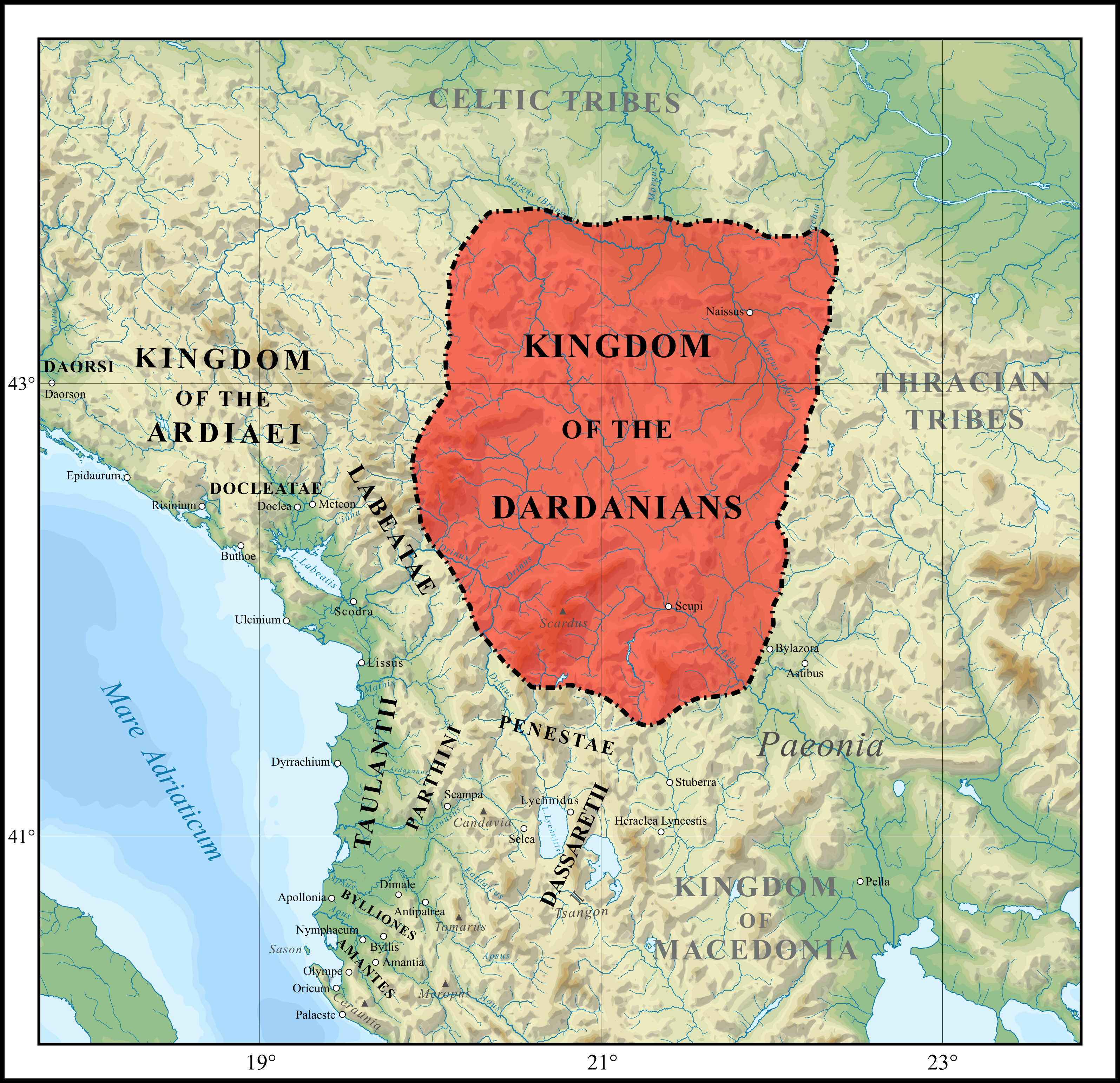
Regatul Dardaniei în secolul al III-lea î.Hr.

Prima expediție arheologică în Kosovo a fost organizată de armata austro-ungară în timpul Primului Război Mondial în cimitirele ilirice cu tumuli din Nepërbishti din cadrul districtului Prizren.
Începutul Epocii Bronzului coincide cu prezența cimitirelor cu tumuli în vestul Kosovo, cum ar fi situl Romajë.
Dardanii au fost cel mai important trib paleo-balcanic din regiunea Kosovo. O zonă largă care cuprinde Kosovo, părți din Macedonia de Nord și estul Serbiei a fost numită Dardania după ei în antichitatea clasică, ajungând până la zona de contact traco-iliră în est. În cercetările arheologice, numele ilirice sunt predominante în Dardania de vest, în timp ce numele tracice se găsesc în principal în Dardania de est.
Numele tracice sunt absente în Dardania de vest, în timp ce unele nume ilirice apar în părțile estice. Astfel, identificarea lor ca trib iliric sau Trac a fost un subiect de dezbatere, relația etnolinguistică dintre cele două grupuri fiind în mare măsură incertă și de asemenea dezbătută. Corespondența numelor ilirice, inclusiv a celor ale elitei conducătoare, din Dardania cu cele ale ilirilor din sud sugerează o tracizare a unor părți ale Dardaniei. Dardanii și-au păstrat individualitatea și au continuat să mențină independența socială după cucerirea romană, jucând un rol important în formarea de noi grupuri în epoca romană.

#### Perioada romană

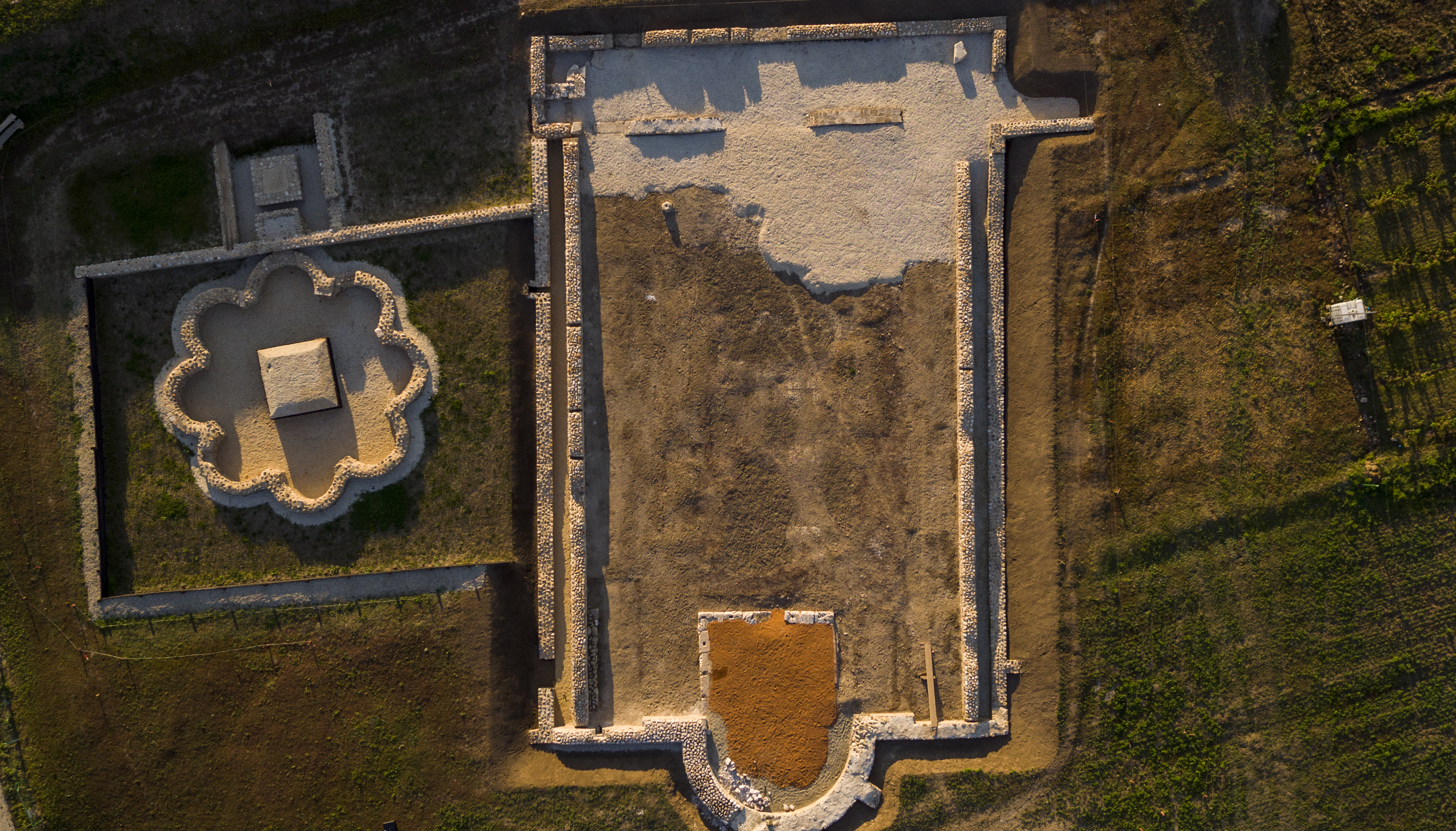
Ruinele Ulpianei antice situate la sud-est de Priștina. Orașul, construit de Traian, a fost un important centru politic, cultural și financiar al provinciei romane Dardania

În timpul stăpânirii romane, Kosovo făcea parte din două provincii, partea sa vestică făcând parte din Praevalitana, iar cea mai mare parte a teritoriului său modern aparținând Dardaniei. Praevalitana și restul Iliriei au fost cucerite de Republica Romană în 168 î.Hr. Pe de altă parte, Dardania și-a menținut independența până în anul 28 î.Hr., când romanii, sub Augustus, au anexat-o în Republica lor. Dardania a devenit în cele din urmă parte a provinciei Moesia. În timpul domniei lui Diocletian, Dardania a devenit o provincie romană deplină și întregul teritoriu modern al Kosovo a devenit parte a Diocezei Moesiei, iar apoi, în a doua jumătate a secolului al IV-lea, a devenit parte a Prefecturii Pretoriene a Illyricumului.:548
În timpul stăpânirii romane, o serie de așezări s-au dezvoltat în zonă, în principal în apropierea minelor și a drumurilor majore. Cea mai importantă dintre așezări a fost Ulpiana, care este situată lângă Gračanica modernă. A fost întemeiată în secolul I d.Hr., posibil dezvoltându-se dintr-un oppidum concentrat al Dardaniei, și apoi a fost ridicată la statutul de municipium roman la începutul secolului al II-lea, în timpul domniei lui Traian. Ulpiana a devenit deosebit de importantă în timpul domniei lui Iustinian I, după ce împăratul a reconstruit orașul după ce acesta fusese distrus de un cutremur și l-a redenumit în Iustinianna Secunda.
Alte orașe importante care s-au dezvoltat în zonă în timpul stăpânirii romane au fost Vendenis, situat în Podujevë modern; Viciano, posibil lângă Vushtrri; și Municipium Dardanorum, un oraș minier important din Leposavić. Alte situri arheologice includ Çifllak în vestul Kosovo, Dresnik în Klina, Pestova în Vushtrri, Vërban în Klokot, Poslishte între Vërmica și Prizren, Paldenica lângă Hani i Elezit, precum și Nerodimë e Poshtme și Nikadin lângă Ferizaj. Lucrul comun al tuturor așezărilor este faptul că sunt situate fie lângă drumuri, cum ar fi Via Lissus-Naissus, fie lângă minele din Kosovo de Nord și estul Kosovo. Majoritatea așezărilor sunt situri arheologice descoperite recent și care sunt în curs de excavare.
Se știe, de asemenea, că regiunea a fost creștinată în timpul stăpânirii romane, deși se știu puține lucruri despre creștinism în Balcani în primele trei secole d.Hr. Prima mențiune clară a creștinilor în literatură este cazul episcopului Dacus din Macedonia, din Dardania, care a fost prezent la Primul Sinod de la Niceea (325). Se știe, de asemenea, că Dardania avea o Dioceză în secolul al IV-lea, iar sediul său era plasat în Ulpiana, care a rămas centrul episcopal al Dardaniei până la înființarea Iustiniana Prima în 535 d.Hr. Primul episcop cunoscut al Ulpianei este Machedonius, care a fost membru al sinodului de la Serdika. Alți episcopi cunoscuți au fost Paulus (sinod de la Constantinopol în 553 d.Hr.) și Gregentius, care a fost trimis de Iustinian I în Etiopia și Yemen pentru a atenua problemele dintre diferitele grupuri creștine de acolo.

### Evul Mediu
În secolele următoare, Kosovo a fost o provincie de frontieră a Imperiului Roman, și mai târziu a Imperiului Bizantin, și, ca urmare, a schimbat frecvent stăpânirea. Regiunea a fost expusă unui număr tot mai mare de raiduri începând din secolul al IV-lea d.Hr., culminând cu Migrațiile slave din secolele al VI-lea și al VII-lea. Dovezi toponimice sugerează că albaneza era probabil vorbită în Kosovo înainte de așezarea slavă în regiune. Prezența copleșitoare a orașelor și municipalităților din Kosovo cu toponime slave sugerează că migrațiile slave au asimilat sau au alungat grupurile de populație deja existente în Kosovo.
Există o linie de argument interesantă care sugerează că prezența slavă în Kosovo și în partea cea mai sudică a văii Morava ar fi putut fi destul de slabă în primele una sau două secole de așezare slavă. Abia în secolul al IX-lea se poate observa expansiunea unei puteri slavice (sau cvasi-slavice) puternice în această regiune. Sub o serie de conducători ambițioși, bulgarii au împins spre vest peste Macedonia modernă și estul Serbiei, până când, în anii 850, au preluat controlul asupra Kosovo și au împins la granița Principatului Serbiei.
Primul Imperiu Bulgar a cucerit Kosovo până la mijlocul secolului al IX-lea, dar controlul bizantin a fost restabilit până la sfârșitul secolului al X-lea. În 1072, liderii Revoltei lui Georgi Voiteh au călătorit din centrul lor din Skopje la Prizren și au ținut o întâlnire în care l-au invitat pe Mihailo Vojislavljević din Duklja să le trimită ajutor. Mihailo a trimis fiul său, Constantine Bodin, cu 300 de soldați. După ce s-au întâlnit, marii bulgari l-au proclamat „Împărat al Bulgarilor”. Demetrios Chomatenos este ultimul arhiepiscop bizantin de Ohrid care a inclus Prizren în jurisdicția sa până în 1219. Ștefan Nemanja a cucerit zona de-a lungul Drinului Alb între 1185 și 1195, iar scindarea ecleziastică a Prizrenului de la Patriarhie în 1219 a fost actul final de stabilire a domniei Nemanjić. Konstantin Jireček a concluzionat, din corespondența arhiepiscopului Demetrios de Ohrid din 1216–1236, că Dardania era din ce în ce mai populată de albanezi, iar expansiunea a început din zona Gjakova și Prizren, înainte de expansiunea slavă.

Mănăstirea Gračanica, un Patrimoniu Mondial UNESCO

În secolele al XIII-lea și al XIV-lea, Kosovo a fost un centru politic, cultural și religios al Regatului Serbiei. La sfârșitul secolului al XIII-lea, sediul Arhiepiscopiei Sârbe a fost mutat la Peja, iar conducătorii s-au stabilit între Prizren și Skopje, perioadă în care au fost construite mii de mănăstiri creștine și fortărețe și castele de tip feudal, cu Ștefan Dușan folosind Cetatea Prizren ca una dintre curțile sale temporare pentru o perioadă. Când Imperiul Sârb s-a fragmentat într-un conglomerat de principate în 1371, Kosovo a devenit pământul ereditar al Casei Branković. În secolele al XIV-lea și al XV-lea, părți din Kosovo, zona cea mai estică situată lângă Priștina, făceau parte din Principatul Dukagjini, care a fost ulterior încorporat într-o federație anti-otomană a tuturor principatelor albaneze, Liga de la Lezhë.
Monumentele Medievale din Kosovo este un sit combinat al Patrimoniu Mondial UNESCO format din patru biserici și mănăstiri ortodoxe sârbe din Deçan, Peja, Prizren și Gračanica. Construcțiile au fost întemeiate de membri ai dinastiei Nemanjić, o dinastie proeminentă a Serbiei medievale.

#### Dominația otomană

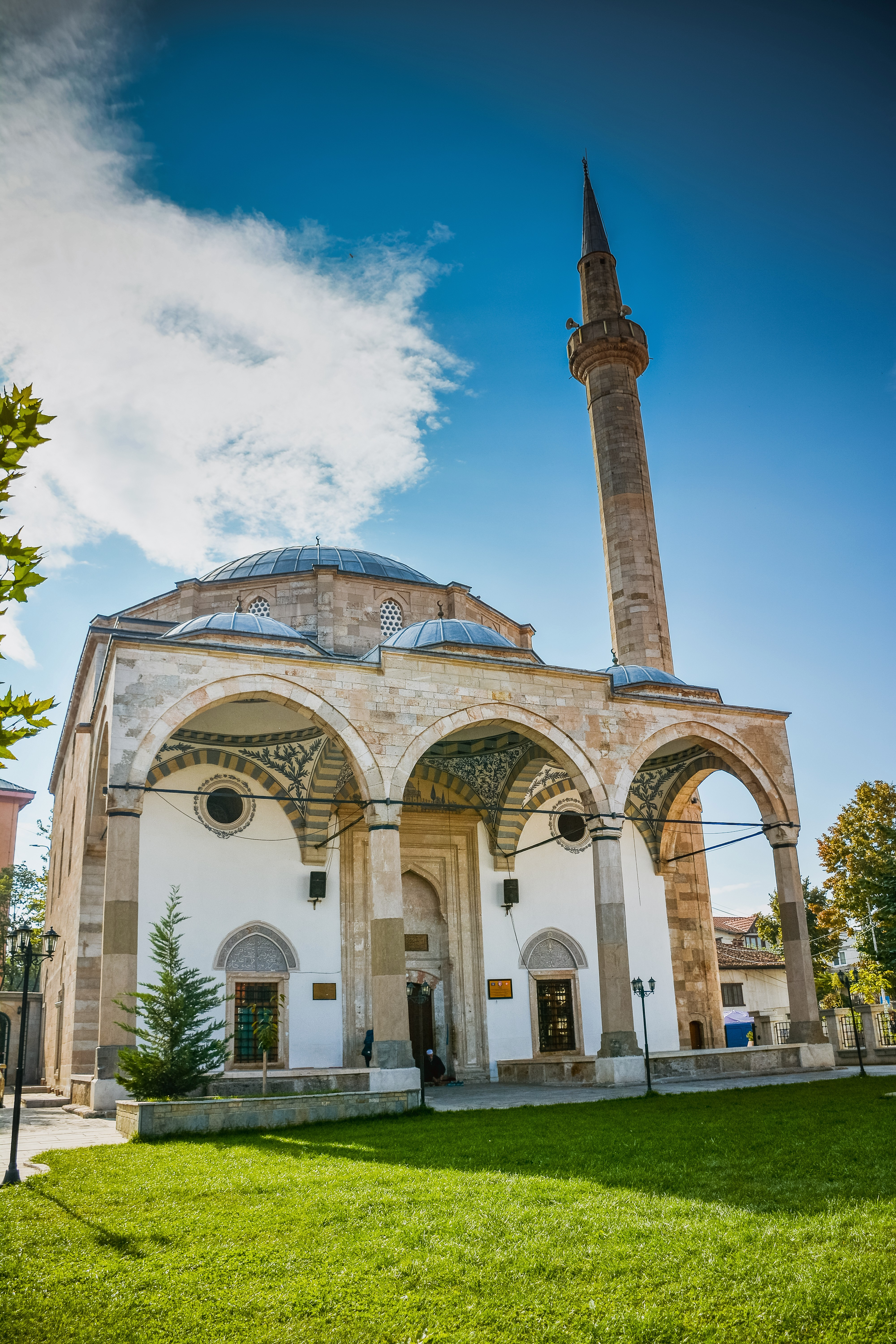
Moscheea Imperială din Priștina construită de Sultanul Mehmed Cuceritorul, 1461

În 1389, pe măsură ce Imperiul Otoman se extindea spre nord prin Balcani, forțele otomane sub conducerea sultanului Murad I s-au confruntat cu o coaliție creștină condusă de Serbia Moravă sub Principele Lazăr în Bătălia de la Kosovo. Ambele părți au suferit pierderi grele, iar bătălia a fost un impas, fiind chiar raportată inițial ca o victorie creștină. Cu toate acestea, forța de muncă sârbă a fost epuizată, iar conducătorii sârbi de facto nu au mai putut ridica o armată comparabilă cu cea otomană.
Diferite părți ale Kosovoului au fost conduse direct sau indirect de otomani în această perioadă timpurie. Orașul medieval Novo Brdo se afla sub controlul fiului lui Lazăr, Ștefan, care a devenit un vasal loial al otomanilor și a provocat căderea lui Vuk Branković, care în cele din urmă s-a alăturat coaliției anti-otomane maghiare și a fost înfrânt în 1395–96. O mică parte a teritoriului lui Vuk, inclusiv satele Priștina și Vučitrn, a fost dată fiilor săi pentru a o administra ca vasali otomani pentru o scurtă perioadă.
Până în 1455–57, Imperiul Otoman a preluat controlul direct asupra întregului Kosovo, iar regiunea a rămas parte a imperiului până în anul 1912. În această perioadă, Islamul a fost introdus în regiune. După eșecul asediului Vienei de către forțele otomane în anul 1693, în timpul Marele Război Turc, un număr de sârbi care trăiau în Kosovo, Macedonia și sudul Serbiei au migrat spre nord, aproape de râurile Dunărea și Sava, eveniment cunoscut ca una dintre marile migrații ale sârbilor, care a inclus și unii albanezi creștini. Albanezii și sârbii care au rămas în Kosovo după război s-au confruntat cu valuri de forțe otomane și tătare, care au declanșat o ofensivă sălbatică împotriva populației locale. Pentru a compensa pierderea populației, turcii au încurajat așezarea albanezilor musulmani ne-slavi în regiunea mai largă a Kosovoului. Până la sfârșitul secolului al XVIII-lea, Kosovo avea să redevină majoritar albanez – cu orașele Peć, Prizren și Priștina devenind centre importante pentru populația musulmană locală.
Deși inițial opozanți ferm ai turcilor în avans, liderii albanezi au ajuns în cele din urmă să-i accepte pe otomani ca suverani. Alianța rezultată a facilitat conversia în masă a albanezilor la islam. Având în vedere că subiecții Imperiului Otoman erau împărțiți pe criterii religioase (mai degrabă decât etnice), răspândirea islamului a ridicat foarte mult statutul liderilor albanezi. Cu secole în urmă, albanezii din Kosovo erau predominant creștini, iar albanezii și sârbii au coexistat în mare parte pașnic. Otomanii păreau să aibă o abordare mai deliberată de convertire a populației catolice, care era în mare parte albaneză, în comparație cu adepții predominant sârbi ai ortodoxiei, deoarece o considerau mai puțin favorabilă datorită alianței cu Roma, o putere regională concurentă.

#### Ascensiunea naționalismului

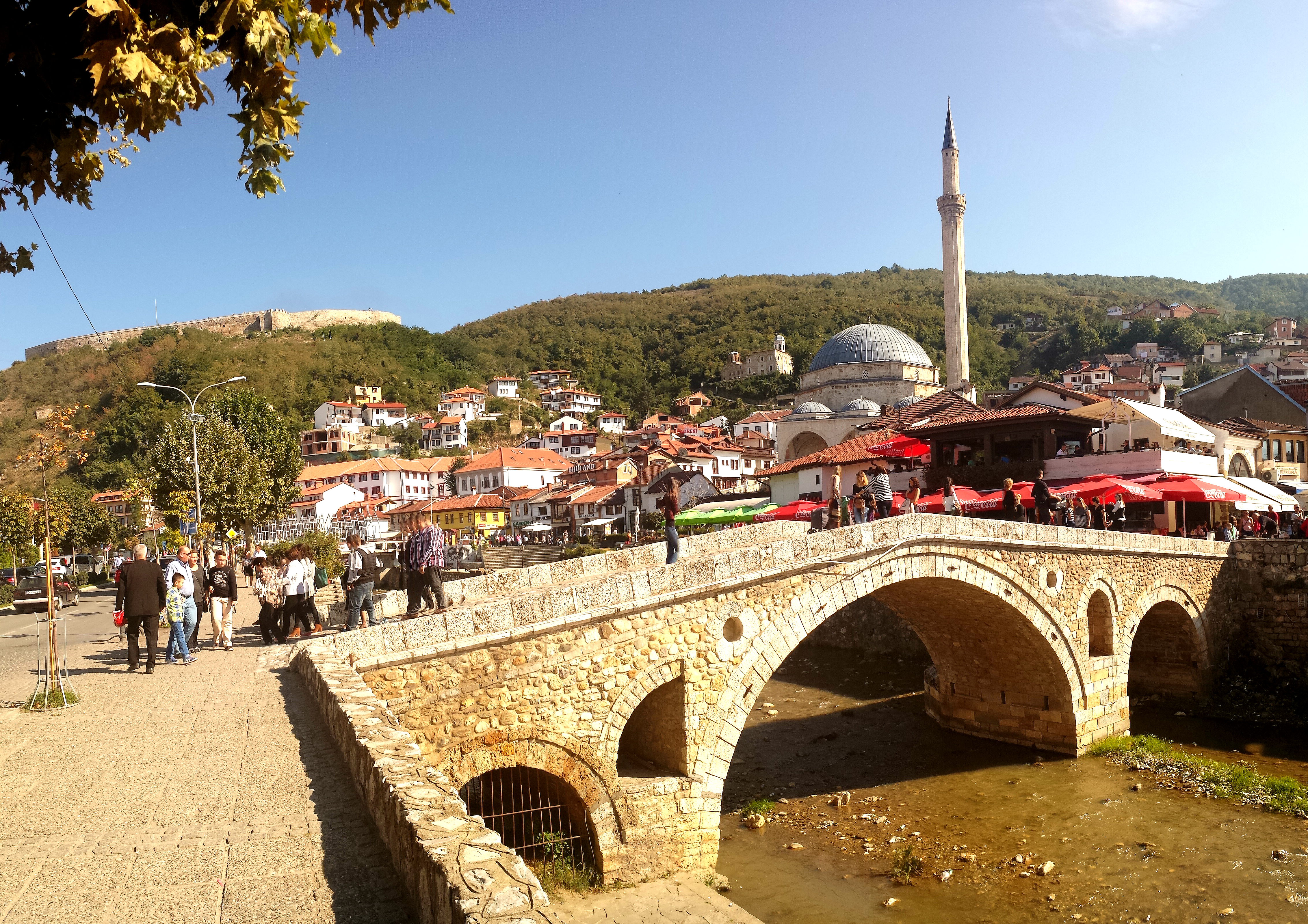
Orașul Prizren a fost centrul cultural și intelectual al Kosovoului în perioada otomană din Evul Mediu și este acum capitala istorică a Kosovoului.

În secolul al XIX-lea, a avut loc o trezire a naționalismului etnic în întregul Balcani. Tensiunile etnice subiacente au devenit parte a unei lupte mai largi a sârbilor creștini împotriva albanezilor musulmani. Mișcarea naționalistă albaneză a avut centrul în Kosovo. În 1878, a fost înființată Liga de la Prizren (Lidhja e Prizrenit), o organizație politică care urmărea să unească toți albanezii din Imperiul Otoman într-o luptă comună pentru autonomie și drepturi culturale mai mari, deși, în general, doreau continuarea Imperiului Otoman. Liga a fost desființată în 1881, dar a permis trezirea unei identități naționale în rândul albanezilor, ale căror ambiții concurau cu cele ale sârbilor, Regatul Serbiei dorind să încorporeze acest teritoriu care făcuse anterior parte din imperiul său.
Conflictul modern albanezo-sârb își are rădăcinile în expulzarea albanezilor în 1877–1878 din zone care au fost incorporate în Principatul Serbiei. În timpul și după Războiul sârbo-otoman din 1876–78, între 30.000 și 70.000 de musulmani, în principal albanezi, au fost expulzați de armata sârbă din Sanjakul Niš și au fugit în Vilayetul Kosovo. Conform datelor austriece, până în anii 1890, Kosovo era 70% musulman (aproape în întregime de origine albaneză) și mai puțin de 30% non-musulman (în principal sârbi). În mai 1901, albanezii au jefuit și au incendiat parțial orașele Novi Pazar, Sjenica și Priștina, și au ucis mulți sârbi în apropierea Priștinei și în Kolašin (acum Kosovo de Nord).

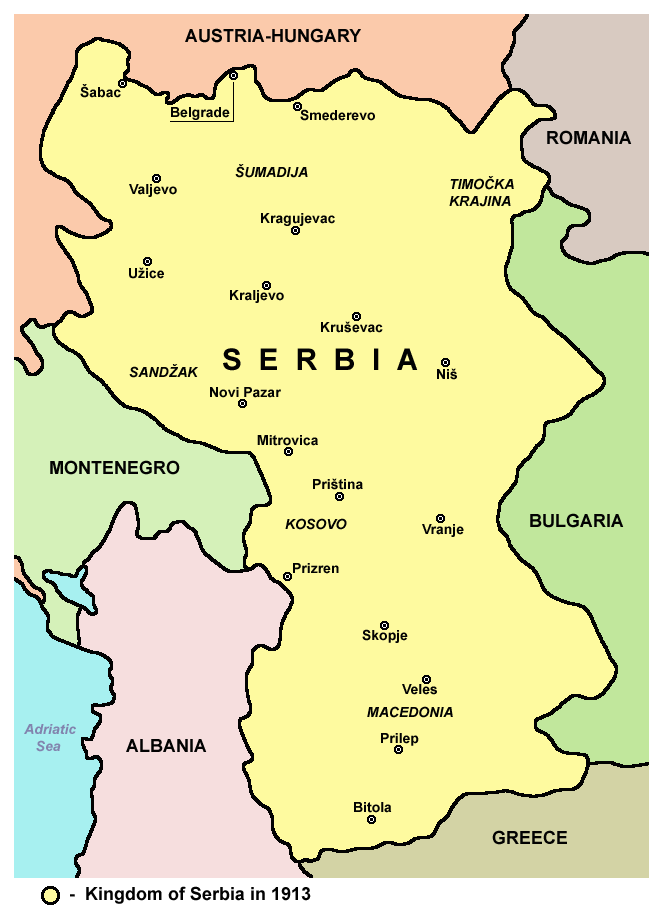
Împărțirea Vilayetului Kosovo între Regatul Serbiei (galben) și Regatul Muntenegrului (verde) după Războaiele Balcanice din 1913.

În primăvara anului 1912, albanezii conduși de Hasan Priștina au revoltat împotriva Imperiului Otoman. Rebelii au fost însoțiți de un val de albanezi din rândurile armatei otomane, care au dezertat, refuzând să lupte împotriva propriilor conaționali. Rebelii i-au învins pe otomani, iar aceștia au fost forțați să accepte toate cele paisprezece cerințe ale rebelilor, care prevedeau o autonomie efectivă pentru albanezii care trăiau în imperiu. Cu toate acestea, această autonomie nu s-a materializat niciodată, iar revolta a creat slăbiciuni serioase în rândurile otomane, atrăgând Muntenegru, Serbia, Bulgaria și Grecia să declare război Imperiului Otoman și să înceapă Primul Război Balcanic.
După înfrângerea otomanilor în Primul Război Balcanic, Tratatul de la Londra din 1913 a fost semnat, cu Metohija cedată Muntenegrului și Kosovo-ul de est cedat Serbiei. În timpul Războaielor Balcanice, peste 100.000 de albanezi au părăsit Kosovo, iar aproximativ 50.000 au fost uciși în masacrele care au însoțit războiul. Curând, au avut loc eforturi concertate de colonizare sârbă în Kosovo în diferite perioade între preluarea provinciei de către Serbia în 1912 și Al Doilea Război Mondial, cauzând creșterea populației sârbe în Kosovo cu aproximativ 58.000 de persoane în această perioadă.
Autoritățile sârbe au promovat crearea de noi așezări sârbe în Kosovo, precum și asimilarea albanezilor în societatea sârbă, cauzând un exod masiv al albanezilor din Kosovo. Cifrele albanezilor expulzați forțat din Kosovo variază între 60.000 și 239.807, în timp ce Malcolm menționează 100.000–120.000. În combinație cu politica de exterminare și expulzare, a avut loc și un proces de asimilare prin conversia religioasă a musulmanilor albanezi și a catolicilor albanezi la religia ortodoxă sârbă, care a avut loc încă din 1912. Aceste politici par să fi fost inspirate de ideologiile naționaliste ale Iliei Garašanin și Jovana Cvijić.
În iarna 1915–16, în timpul Primului Război Mondial, Kosovo a văzut retragerea armatei sârbe, deoarece Kosovo a fost ocupat de Bulgaria și Austro-Ungaria. În 1918, Puterile Aliate au împins Puterile Centrale din Kosovo.

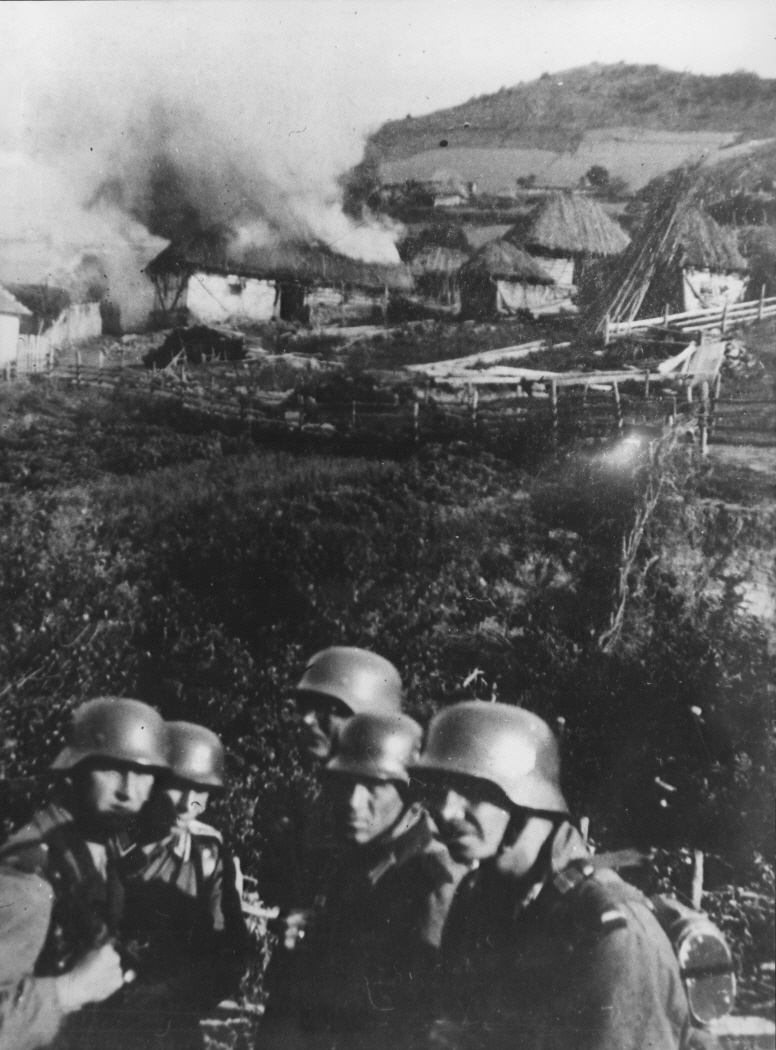
Soldații germani dau foc unui sat sârb lângă Mitrovica, circa 1941

Un nou sistem administrativ din 26 aprilie 1922 a împărțit Kosovo între trei districte (oblast) ale Regatului: Kosovo, Raška și Zeta. În 1929, țara a fost transformată în Regatul Iugoslaviei, iar teritoriile Kosovo au fost reorganizate între Banovina Zetei, Banovina Moravei și Banovina Vardarului. Pentru a schimba compoziția etnică a Kosovo, între 1912 și 1941 a fost întreprinsă o colonizare sârbă la scară largă de către guvernul de la Belgrad. Dreptul albanezilor kosovari de a primi educație în propria lor limbă a fost negat, alături de alte națiuni slave sau neslave nerecunoscute ale Iugoslaviei, deoarece regatul recunoștea doar națiunile slave croate, sârbe și slovene ca națiuni constitutive ale Iugoslaviei. Alte popoare slave trebuiau să se identifice ca una dintre cele trei națiuni slave oficiale, iar popoarele neslave erau considerate minorități.
Albanezii și alți musulmani au fost forțați să emigreze, în principal prin reforma agrară care a lovit proprietarii de terenuri albanezi în 1919, dar și prin măsuri violente directe. În 1935 și 1938, au fost semnate două acorduri între Regatul Iugoslaviei și Turcia privind expatrierea a 240.000 de albanezi în Turcia, dar expatrierea nu a avut loc din cauza izbucnirii  celui de-Al Doilea Război Mondial.
După Invazia Axei în Iugoslavia din 1941, cea mai mare parte a Kosovo a fost atribuită Albaniei controlate de italieni, iar restul a fost controlat de Germania și Bulgaria. A urmat un conflict tridimensional, implicând afilieri interetnice, ideologice și internaționale. Colaboratorii albanezi au persecutat coloniștii sârbi și muntenegreni. Estimările diferă, dar majoritatea autorilor estimează că între 3.000 și 10.000 de sârbi și muntenegreni au murit în Kosovo în timpul celui de-Al Doilea Război Mondial. Alți 30.000 până la 40.000, sau chiar până la 100.000, sârbi și muntenegreni, în principal coloniști, au fost deportați în Serbia pentru a albaniza Kosovo. Un decret al liderului iugoslav Iosip Broz Tito, urmat de o nouă lege în august 1945, a interzis întoarcerea coloniștilor care luaseră terenuri de la țăranii albanezi. În timpul anilor de război, unii sârbi și muntenegreni au fost trimiși în lagăre de concentrare din Priștina și Mitrovica. Cu toate acestea, aceste conflicte au fost relativ minore în comparație cu alte zone ale Iugoslaviei în timpul anilor de război. Doi istorici sârbi estimează, de asemenea, că 12.000 de albanezi au murit. O anchetă oficială efectuată de guvernul iugoslav în anul 1964 a înregistrat aproape 8.000 de victime legate de război în Kosovo între 1941 și 1945, dintre care 5.489 erau sârbi sau muntenegreni și 2.177 erau albanezi. Unele surse notează că până la 72.000 de persoane au fost încurajate să se stabilească sau să se reîntoarcă în Kosovo din Albania de către administrația italiană de scurtă durată. Pe măsură ce regimul s-a prăbușit, aceasta nu s-a materializat, istoricii și referințele contemporane subliniind că o migrație la scară largă a albanezilor din Albania în Kosovo nu este înregistrată în documentele Axei.

### Iugoslavia comunistă

Steagul minorității albaneze din Kosovo în Republica Socialistă Federativă Iugoslavia

Provincia existentă a luat formă în anul 1945 ca „Regiunea Autonomă Kosovo și Metohija”, cu o delimitare finală în anul 1959. Până în anul 1945, singura entitate care purta numele de Kosovo în perioada modernă târzie fusese Vilayetul Kosovo, o unitate politică creată de Imperiul Otoman în anul 1877. Cu toate acestea, acele granițe erau diferite.
Tensiunile dintre albanezii etnici și guvernul iugoslav au fost semnificative, nu doar din cauza tensiunilor etnice, ci și din cauza preocupărilor ideologice politice, în special în ceea ce privește relațiile cu Albania vecină. Au fost impuse măsuri represive dure împotriva albanezilor din Kosovo din cauza suspiciunilor că existau simpatizanți ai regimului stalinist al lui Enver Hoxha din Albania. În 1956, a avut loc un proces-spectacol la Priștina, în care mai mulți comuniști albanezi din Kosovo au fost condamnați ca infiltrați din Albania și au primit pedepse lungi de închisoare. Funcționarul comunist sârb de rang înalt Aleksandar Ranković a încercat să asigure poziția sârbilor în Kosovo și le-a oferit dominanță în nomenclatura Kosovo.

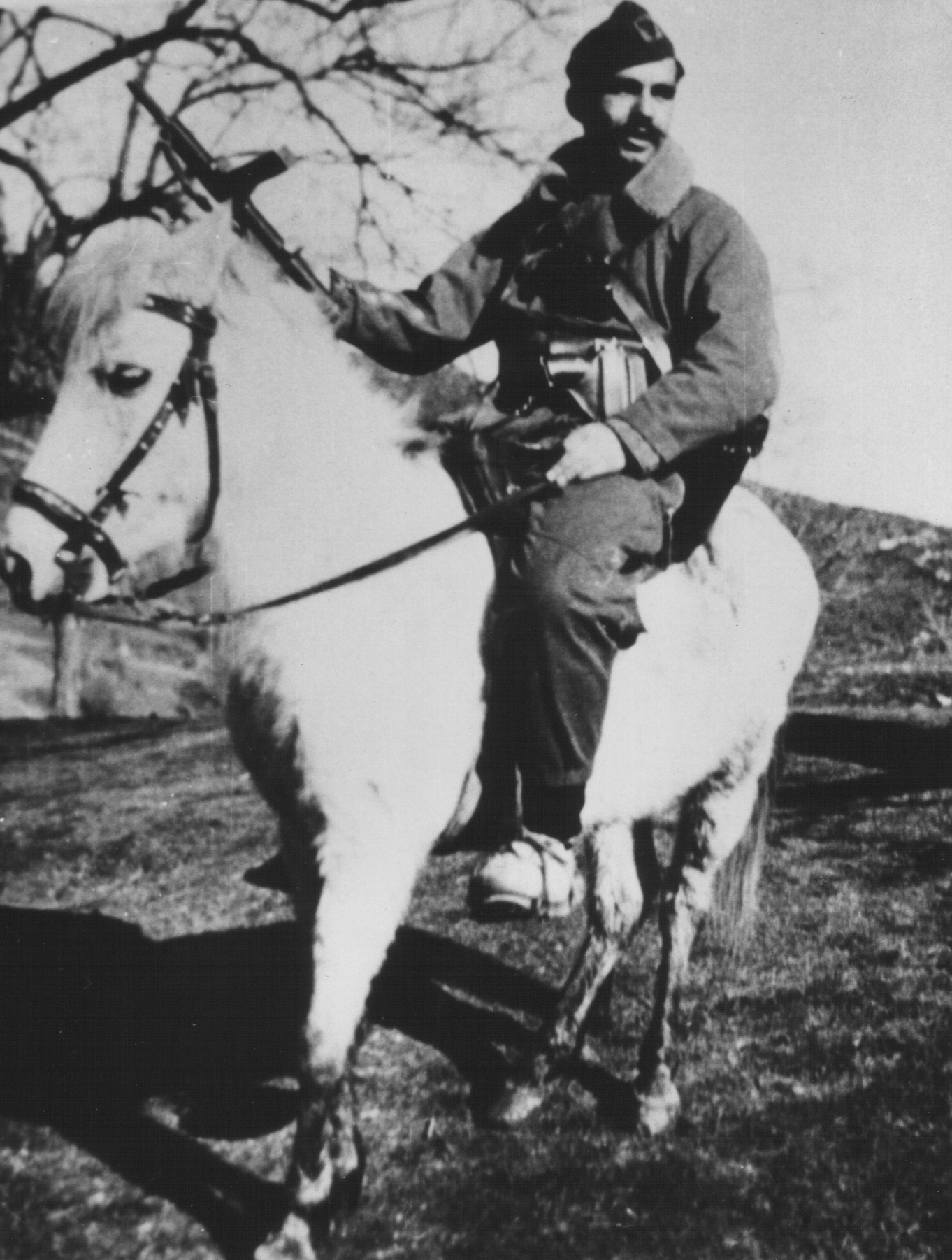
Fadil Hoxha, vicepreședintele RSFI, din 1978 până în 1979

Islamul în Kosovo în această perioadă a fost reprimat, iar atât albanezii, cât și slavii musulmani au fost încurajați să se declare turci și să emigreze în Turcia. În același timp, sârbii și muntenegrenii dominau guvernul, forțele de securitate și ocuparea forței de muncă în industrie în Kosovo. Albanezii au resimțit aceste condiții și au protestat împotriva lor la sfârșitul anilor 1960, numind acțiunile autorităților din Kosovo drept colonialiste și cerând ca Kosovo să devină o republică sau declarând sprijin pentru Albania.
După înlăturarea lui Ranković în 1966, agenda reformatorilor pro-decentralizare din Iugoslavia a reușit la sfârșitul anilor 1960 să obțină o descentralizare substanțială a puterilor, creând o autonomie substanțială în Kosovo și Voivodina și recunoscând o naționalitate iugoslavă musulmană. Ca urmare a acestor reforme, a avut loc o restructurare masivă a nomenclaturii și poliției din Kosovo, care a trecut de la a fi dominată de sârbi la una dominată de albanezi, prin concedierea la scară largă a sârbilor. Au fost făcute alte concesii albanezilor etnici din Kosovo ca răspuns la nemulțumiri, inclusiv crearea Universității din Priștina ca instituție de limbă albaneză. Aceste schimbări au creat o teamă larg răspândită printre sârbi că sunt făcuți cetățeni de rangul al doilea în Iugoslavia. Prin Constituția Iugoslaviei din 1974, Kosovo a primit o autonomie majoră, permițându-i să aibă propria administrație, adunare și sistem judiciar; precum și un loc în președinția colectivă și în parlamentul iugoslav, unde deținea drept de veto.
În urma constituției din 1974, preocupările legate de creșterea naționalismului albanez în Kosovo au crescut odată cu sărbătorile larg răspândite din 1978 ale celei de-a 100-a aniversări a înființării Ligii de la Prizren. Albanezii simțeau că statutul lor de „minoritate” în Iugoslavia i-a făcut cetățeni de rangul al doilea în comparație cu „națiunile” Iugoslaviei și cereau ca Kosovo să fie o republică constituentă, alături de celelalte republici ale Iugoslaviei. Protestele albanezilor din 1981 privind statutul Kosovo au dus la aducerea unităților de apărare teritorială iugoslavă în Kosovo și la declararea stării de urgență, rezultând în violență și reprimarea protestelor. În urma protestelor din 1981, au avut loc epurări în Partidul Comunist, iar drepturile acordate recent albanezilor au fost retrase – inclusiv încheierea furnizării de profesori albanezi și manuale în limba albaneză în sistemul educațional.
În timp ce albanezii din regiune aveau cele mai mari rate de natalitate din Europa, alte zone ale Iugoslaviei, inclusiv Serbia, aveau rate scăzute de natalitate. Urbanizarea crescută și dezvoltarea economică au dus la o creștere a așezărilor de muncitori albanezi în zone cu majoritate sârbă, pe măsură ce sârbii plecau ca răspuns la climatul economic pentru condiții imobiliare mai favorabile în Serbia. Deși existau tensiuni, acuzațiile de „genocid” și hărțuire planificată au fost discreditate ca un pretext pentru a revoca autonomia Kosovo. De exemplu, în 1986, Biserica Ortodoxă Sârbă a publicat o afirmație oficială conform căreia sârbii din Kosovo erau supuși unui program albanez de „genocid”.
Deși au fost dezmințite de statisticile poliției, acestea au primit o atenție largă în presa sârbă și au condus la probleme etnice suplimentare și, în cele din urmă, la eliminarea statutului Kosovo. Începând cu luna martie a anului 1981, studenții albanezi kosovari de la Universitatea din Priștina au organizat proteste cerând ca Kosovo să devină o republică în cadrul Iugoslaviei și solicitând respectarea drepturilor lor omenești. Protestele au fost reprimate brutal de poliție și armată, mulți protestatari fiind arestați. În timpul anilor 1980, tensiunile etnice au continuat cu izbucniri violente frecvente împotriva autorităților de stat iugoslave, rezultând într-o creștere suplimentară a emigrării sârbilor din Kosovo și a altor grupuri etnice. Conducerea iugoslavă a încercat să suprime protestele sârbilor din Kosovo care căutau protecție împotriva discriminării și violenței etnice.

### Războiul din Kosovo

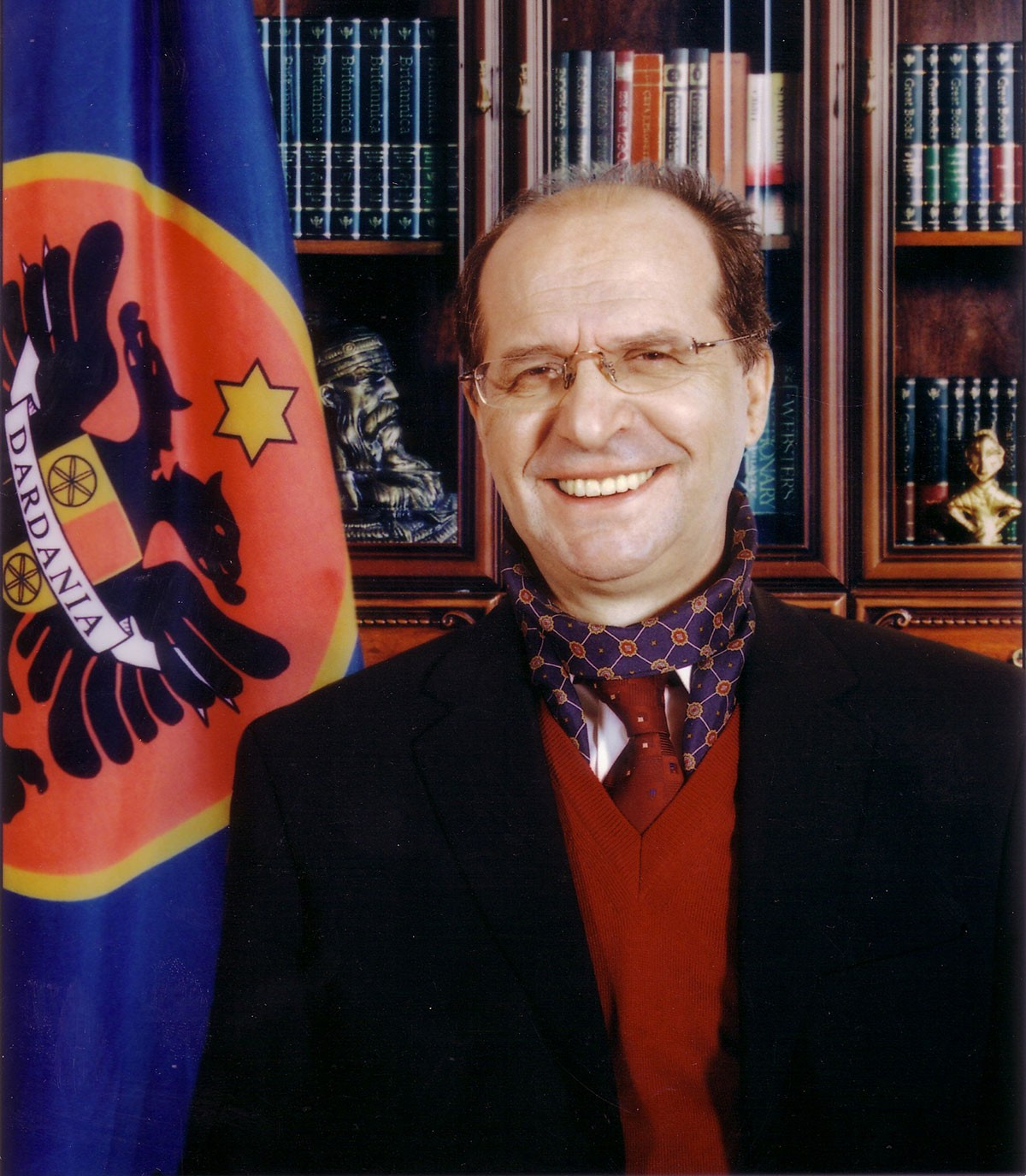
Ibrahim Rugova a pledat pentru drepturile albanezilor kosovari și pentru autodeterminarea lor

Tensiunile interetnice au continuat să se înrăutățească în Kosovo pe tot parcursul anilor 1980. În 1989, președintele sârb Slobodan Milošević, folosind un amestec de intimidare și manevre politice, a redus drastic statutul special autonom al Kosovo în cadrul Serbiei și a început opresiunea culturală a populației albaneze. Albanezii kosovari au răspuns cu o mișcare separatistă non-violentă, folosind pe scară largă dezobediența civilă și crearea de structuri paralele în educație, sănătate și impozitare, cu scopul final de a obține independența Kosovo.
În iulie 1990, albanezii kosovari au proclamat existența Republicii Kosova și au declarat-o stat suveran și independent în septembrie 1992. În mai 1992, Ibrahim Rugova a fost ales președinte. În timpul existenței sale, Republica Kosova a fost recunoscută oficial doar de Albania. Până la mijlocul anilor 1990, populația albaneză din Kosovo devenea din ce în ce mai neliniștită, deoarece statutul Kosovo nu fusese rezolvat ca parte a Acordului de la Dayton din noiembrie 1995, care a pus capăt Războiului din Bosnia. Până în 1996, Armata de Eliberare din Kosovo (AEK), o grupare de gherilă paramilitară albaneză care urmărea separarea Kosovo și crearea ulterioară a unei Mari Albanii, a preluat controlul asupra mișcării de rezistență non-violentă a lui Rugova și a lansat atacuri împotriva armatei iugoslave și poliției sârbe în Kosovo, rezultând în Războiul din Kosovo.
Până în 1998, presiunea internațională a obligat Iugoslavia să semneze un acord de încetare a focului și să-și retragă parțial forțele de securitate. Evenimentele urmau să fie monitorizate de observatorii OSCE conform unui acord negociat de Richard Holbrooke. Încetarea focului nu a fost respectată, iar luptele au reluat în decembrie 1998, culminând cu Masacrul de la Račak, care a atras o atenție internațională sporită asupra conflictului. În câteva săptămâni, a fost convocată o conferință internațională multilaterală, iar până în martie a pregătit un proiect de acord cunoscut sub numele de Acordurile de la Rambouillet, care prevedea restabilirea autonomiei Kosovo și trimiterea forțelor de menținere a păcii ale NATO. Delegația iugoslavă a considerat termenii inacceptabili și a refuzat să semneze proiectul. Între 24 martie și 10 iunie 1999, NATO a intervenit prin bombardarea Iugoslaviei, cu scopul de a-l forța pe Milošević să-și retragă forțele din Kosovo, deși NATO nu a putut invoca nicio moțiune specifică a Consiliului de Securitate al ONU pentru a-și legitima intervenția. Combinate cu continuarea ciocnirilor dintre gherilele albaneze și forțele iugoslave, conflictul a dus la o nouă deplasare masivă a populației din Kosovo.

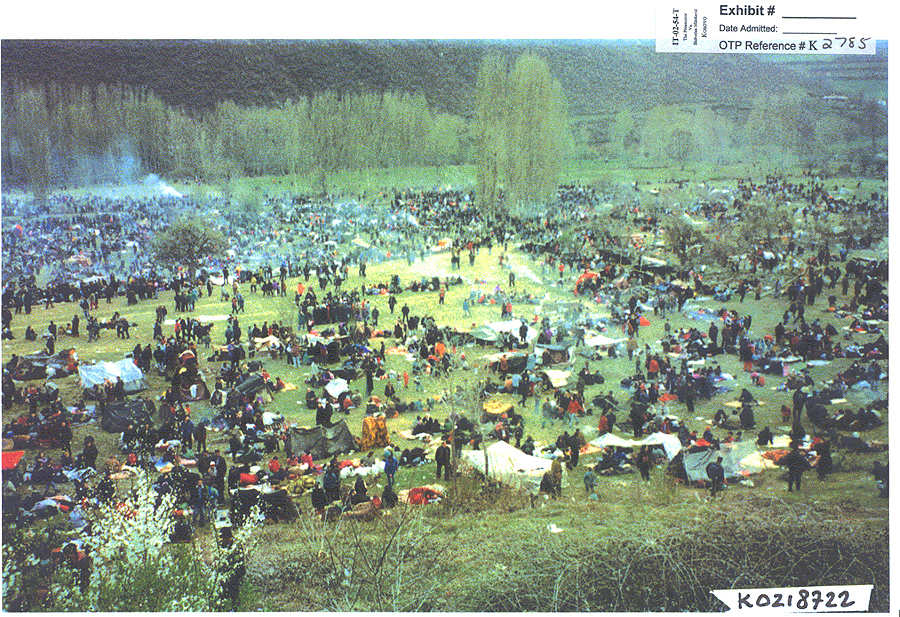
Fotografie cu refugiați albanezi din Kosovo în timpul Războiului din Kosovo, prezentată ca probă la procesul lui Slobodan Milošević

În septembrie 1998, poliția sârbă a adunat 34 de cadavre ale unor persoane despre care se crede că au fost răpite și ucise de UÇK, printre care și câțiva albanezi etnici, la Lacul Radonjić lângă Glođane (Gllogjan), într-un eveniment cunoscut sub numele de Masacrul de la Lacul Radonjić. Human Rights Watch a ridicat întrebări cu privire la validitatea cel puțin a unora dintre aceste acuzații făcute de autoritățile sârbe.

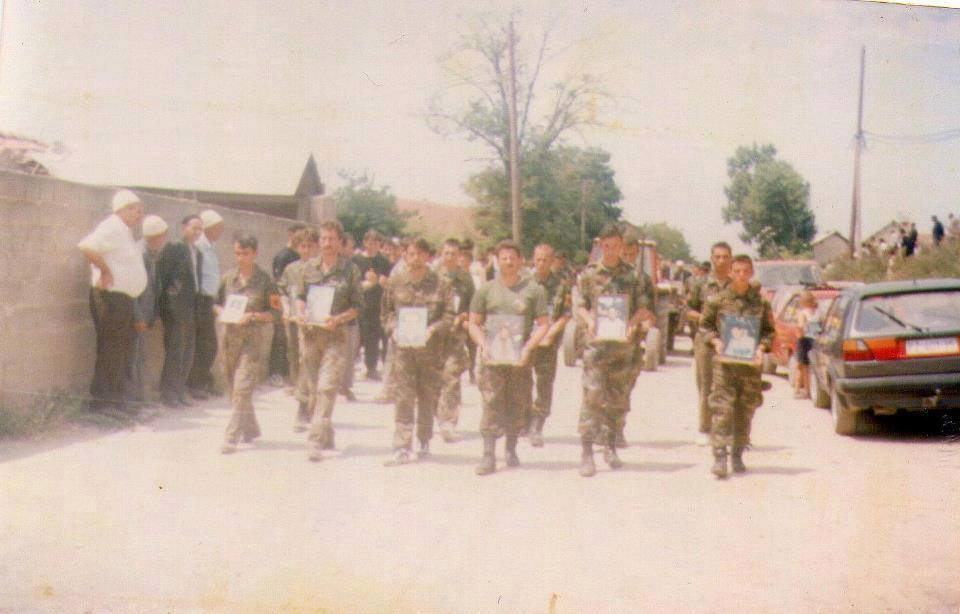
Soldați kosovari albanezi ținând fotografii în memoria bărbaților uciși sau dispăruți în Masacrele de la Krusha

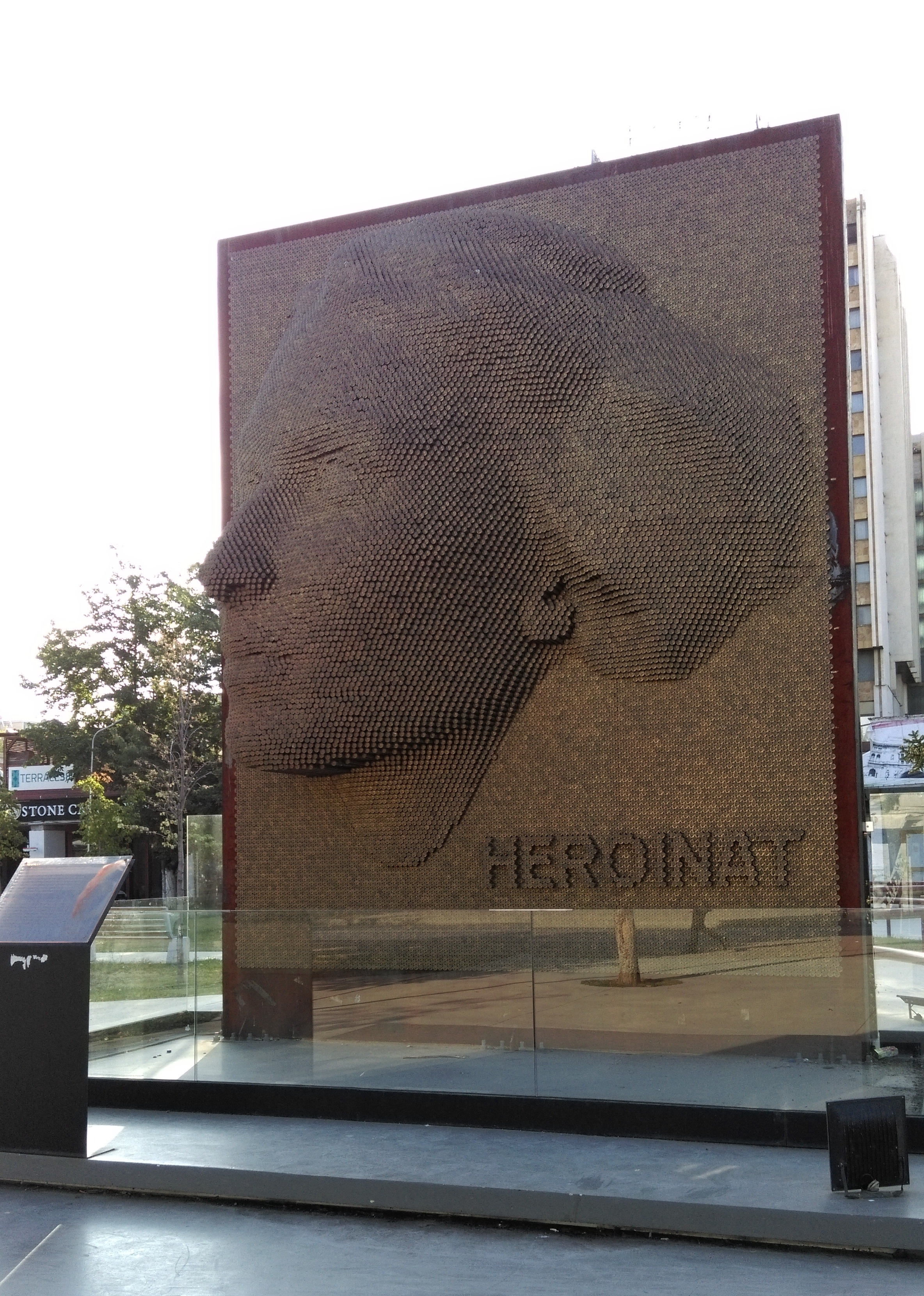
Monumentul „Heroinat” (Eroine) din Priștina. Este dedicat femeilor victime ale violenței sexuale comise de forțele sârbe în timpul Războiului din Kosovo, dintre care marea majoritate erau femei albaneze.

Tribunalul Penal Internațional pentru fosta Iugoslavie (ICTY) a judecat crimele comise în timpul Războiului din Kosovo. Nouă oficiali iugoslavi de rang înalt, inclusiv Milošević, au fost acuzați de crime împotriva umanității și crime de război comise între ianuarie și iunie 1999. Șase dintre acuzați au fost condamnați, unul a fost achitat, unul a murit înainte de începerea procesului său, iar unul (Milošević) a murit înainte de încheierea procesului său. Șase membri ai UÇK au fost acuzați de crime împotriva umanității și crime de război de către ICTY după război, iar unul a fost condamnat.
În total, aproximativ 10.317 civili au fost uciși în timpul războiului, dintre care 8.676 erau albanezi, 1.196 sârbi și 445 romi și alte persoane, în plus față de 3.218 membri ai formațiunilor armate uciși.

### Administrația Națiunilor Unite

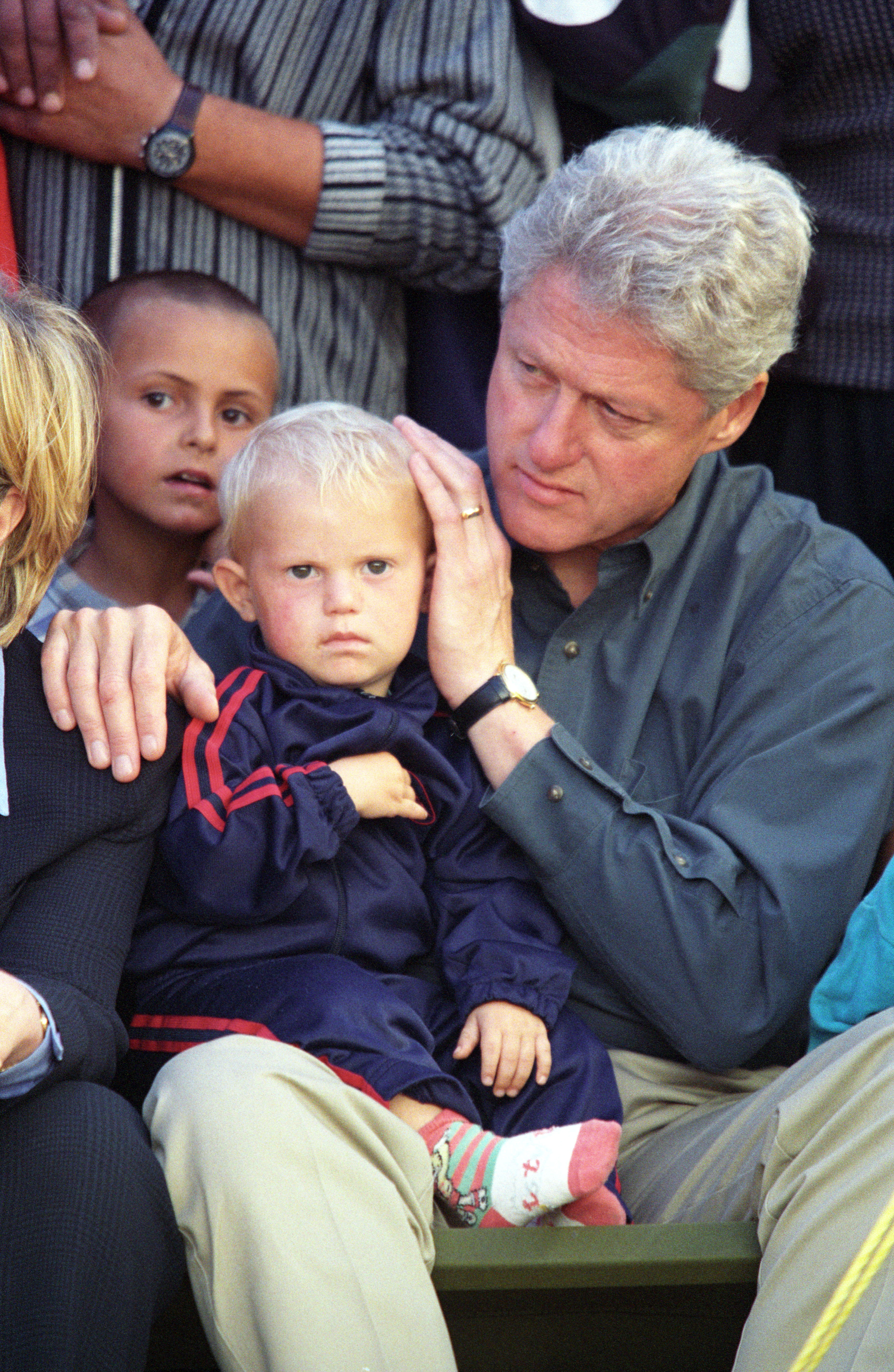
Președintele SUA Bill Clinton cu copii albanezi în timpul vizitei sale în Kosovo, iunie 1999

La 10 iunie 1999, Consiliul de Securitate al ONU a adoptat Rezoluția 1244, care a plasat Kosovo sub administrație tranzițională a ONU (UNMIK) și a autorizat Forța Kosovo (KFOR), o forță de menținere a păcii condusă de NATO. Rezoluția 1244 prevedea că Kosovo va avea autonomie în cadrul Republicii Federale Iugoslavia și confirma integrarea teritorială a Iugoslaviei, care a fost succedată legal de Republica Serbia.
Estimările privind numărul sârbilor care au părăsit Kosovo atunci când forțele sârbe s-au retras variază între 65.000 și 250.000. În cadrul societății albaneze din Kosovo post-conflict, apelurile la răzbunare pentru violențele anterioare comise de forțele sârbe în timpul războiului au circulat prin cultura publică. Atacuri pe scară largă împotriva siturilor culturale sârbe au început după conflict și după întoarcerea a sute de mii de refugiați albanezi kosovari în casele lor. În 2004, negocierile prelungite privind statutul viitor al Kosovo, problemele sociopolitice și sentimentele naționaliste au dus la tulburările din Kosovo. 11 albanezi și 16 sârbi au fost uciși, 900 de persoane (inclusiv soldați ai păcii) au fost rănite, iar mai multe case, clădiri publice și biserici au fost deteriorate sau distruse.
Negocierile internaționale au început în 2006 pentru a determina statutul final al Kosovo, așa cum era prevăzut în Rezoluția 1244 a Consiliului de Securitate al ONU. Discuțiile susținute de ONU, conduse de Envoyul Special al ONU Martti Ahtisaari, au început în februarie 2006. Deși s-a înregistrat progres pe chestiuni tehnice, ambele părți au rămas diametral opuse în ceea ce privește însăși chestiunea statutului.
În februarie 2007, Ahtisaari a prezentat un proiect de propunere de reglementare a statutului liderilor din Belgrad și Priștina, bază pentru un proiect de Rezoluție a Consiliului de Securitate al ONU care propunea „independență supravegheată” pentru provincie. Un proiect de rezoluție, susținut de Statele Unite, Regatul Unit și alte state europene membre ale Consiliului de Securitate, a fost prezentat și rescris de patru ori pentru a încerca să țină cont de preocupările Rusiei că o astfel de rezoluție ar submina principiul suveranității statului.
Rusia, care deține un veto în Consiliul de Securitate ca unul dintre cele cinci membri permanenți, a declarat că nu va sprijini nicio rezoluție care nu este acceptabilă atât pentru Belgrad, cât și pentru albanezii kosovari. Deși majoritatea observatorilor anticipau, la începutul discuțiilor, independența ca fiind cel mai probabil rezultat, alții au sugerat că o rezolvare rapidă ar putea să nu fie de preferat.
După mai multe săptămâni de discuții la ONU, Statele Unite, Regatul Unit și alte state europene membre ale Consiliului de Securitate au „aruncat” oficial un proiect de rezoluție care susținea propunerea lui Ahtisaari pe 20 iulie 2007, după ce nu au reușit să obțină sprijinul Rusiei. Începând din august, o „Troikă” formată din negociatori ai Uniunii Europene (Wolfgang Ischinger), ai Statelor Unite (Frank G. Wisner) și ai Rusiei (Alexander Botsan-Kharchenko) a demarat un nou efort pentru a ajunge la un rezultat privind statutul acceptabil atât pentru Belgrad, cât și pentru Priștina. În ciuda dezaprobării Rusiei, SUA, Regatul Unit și Franța păreau să fie dispuse să recunoască independența Kosovo. O declarație de independență a liderilor albanezi kosovari a fost amânată până la sfârșitul alegerilor prezidențiale din Serbia (4 februarie 2008). O parte semnificativă a politicienilor din UE și SUA se temeau că o declarație prematură ar putea sprijini susținerea în Serbia pentru candidatul naționalist, Tomislav Nikolić.
În noiembrie 2001, Organizația pentru Securitate și Cooperare în Europa a supravegheat primele alegeri pentru Adunarea Kosovo. După acele alegeri, partidele politice din Kosovo au format o coaliție de unitate între toate partidele și l-au ales pe Ibrahim Rugova ca președinte și pe Bajram Rexhepi (PDK) ca prim-ministru. După alegerile din octombrie 2004, LDK și AAK au format o nouă coaliție de guvernare care nu includea PDK și Ora. Acest acord de coaliție a dus la numirea lui Ramush Haradinaj (AAK) ca prim-ministru, în timp ce Ibrahim Rugova a rămas în funcția de președinte. PDK și Ora au criticat acordul de coaliție și au acuzat frecvent guvernul de corupție.
Alegerile parlamentare au avut loc pe 17 noiembrie 2007. După rezultatele preliminare, Hashim Thaçi, care urma să obțină 35% din voturi, a revendicat victoria pentru PDK, Partidul Democrat al Kosovo, și și-a exprimat intenția de a declara independența. Thaçi a format o coaliție cu președintele Fatmir Sejdiu din Liga Democrată, care se afla pe locul doi cu 22% din voturi. Prezența la vot a fost deosebit de scăzută. Majoritatea membrilor minorității sârbe au refuzat să voteze.

### Declarația de independență

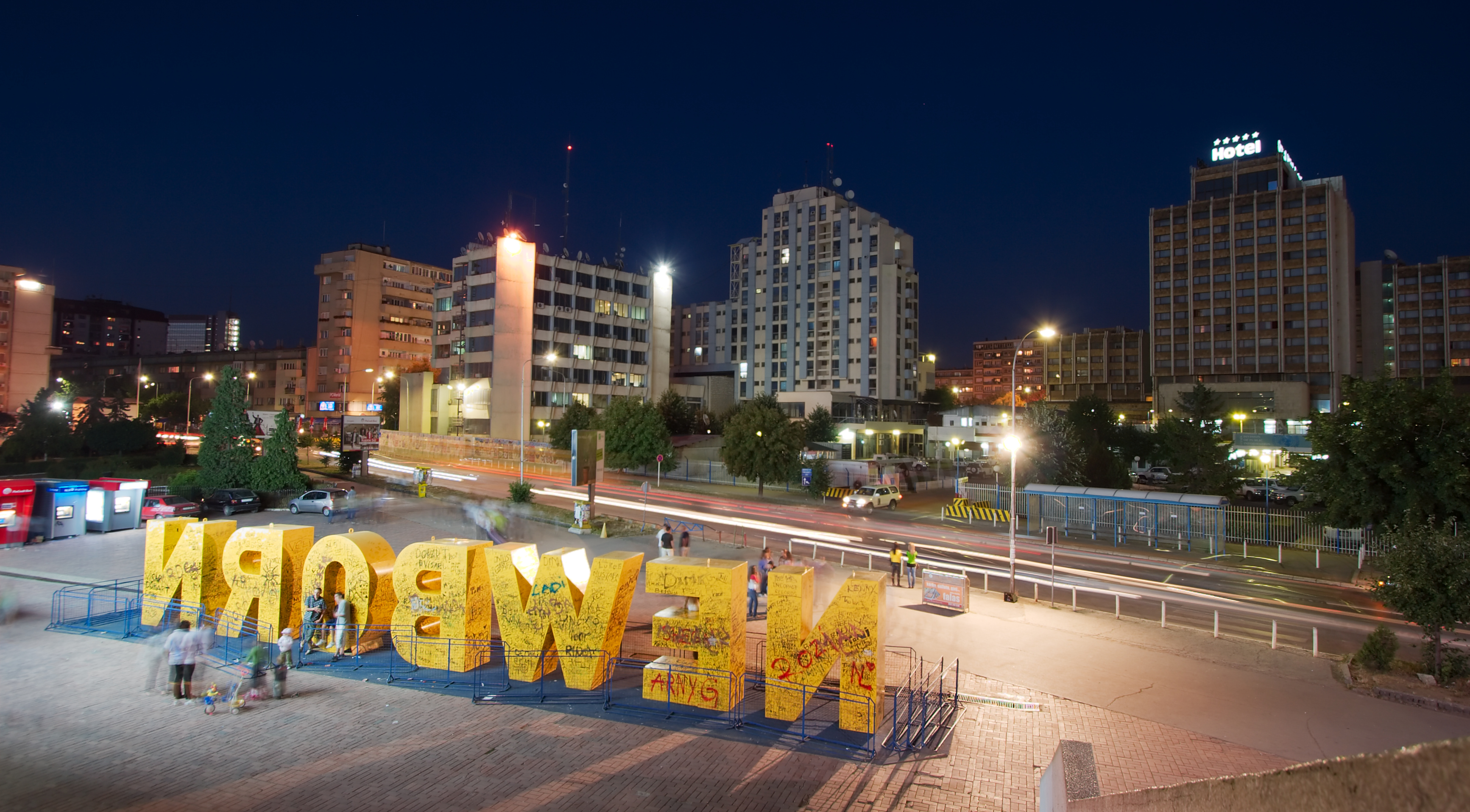
Monumentul Newborn dezvelit la celebrarea declarației de independență a Kosovo din 2008, proclamată mai devreme în acea zi, 17 februarie 2008, Priștina

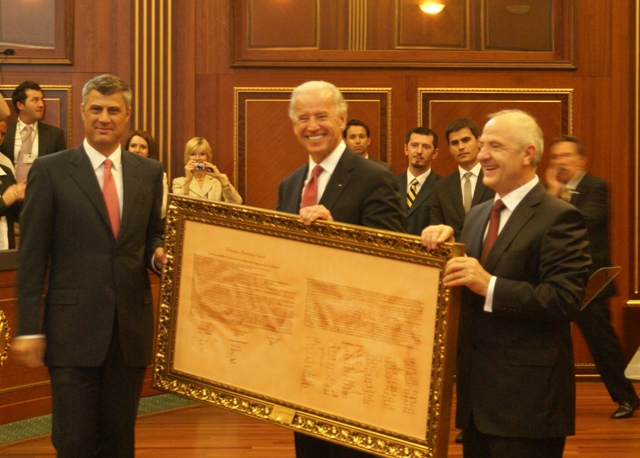
Prim-ministrul Kosovo, Hashim Thaçi, fostul Vicepreședinte al SUA, Joe Biden, și Președintele Kosovo, Fatmir Sejdiu, cu Declarația de Independență a Kosovo

Kosovo și-a declarat independența față de Serbia la 17 februarie 2008. La data de 27 noiembrie 2017, 110 state membre ONU au recunoscut independența sa, inclusiv toți vecinii săi imediați, cu excepția Serbiei; 10 state au retras ulterior acest recunoaștere. Dintre membrii Consiliului de Securitate al ONU, SUA, Regatul Unit și Franța recunosc independența Kosovo, în timp ce Rusia și China nu o recunosc. De la declararea independenței, Kosovo a devenit membru al unor instituții internaționale precum Fondul Monetar Internațional și Banca Mondială, dar nu și al Organizației Națiunilor Unite.
Minoritatea sârbă din Kosovo, care se opune în mare măsură declarației de independență, a format Adunarea Comunității Kosovo și Metohija ca răspuns. Crearea acestei adunări a fost condamnată de președintele Kosovo, Fatmir Sejdiu, în timp ce UNMIK a declarat că adunarea nu reprezintă o problemă serioasă, deoarece nu va avea un rol operativ.
La data de 8 octombrie 2008, Adunarea Generală a ONU a decis, la propunerea Serbiei, să solicite Curtea Internațională de Justiție să emită un aviz consultativ privind legalitatea declarației de independență a Kosovo. Avizul consultativ, care nu este obligatoriu pentru deciziile statelor de a recunoaște sau nu independența Kosovo, a fost emis la 22 iulie 2010, stabilind că declarația de independență a Kosovo nu a încălcat nici principiile generale ale dreptului internațional, care nu interzic declarațiile unilaterale de independență, nici dreptul internațional specific – în special Rezoluția 1244 a Consiliului de Securitate al ONU – care nu a definit procesul de statut final și nu a rezervat rezultatul unei decizii a Consiliului de Securitate.
O oarecare apropiere între cele două guverne a avut loc la 19 aprilie 2013, când ambele părți au ajuns la Acordul de la Bruxelles, un acordat mediul de UE care a permis minorității sârbe din Kosovo să aibă propria forță de poliție și curte de apel. Acordul încă nu a fost ratificat de niciunul dintre parlamente. Președinții Serbiei și Kosovo au organizat două întâlniri, la Bruxelles pe 27 februarie 2023 și la Ohrid pe 18 martie 2023, pentru a crea și a conveni asupra unui acord în 11 puncte privind implementarea unui acord susținut de Uniunea Europeană pentru normalizarea relațiilor dintre cele două țări, care include recunoașterea „documentelor reciproce, cum ar fi pașapoarte și plăcuțe de înmatriculare”.
O serie de proteste și demonstrații au avut loc în Kosovo între 2021 și 2023, unele dintre acestea implicând arme și rezultând în morți pe ambele părți. Printre răniți s-au numărat 30 de soldați ai păcii NATO. Motivul principal din spatele demonstrațiilor din 2022–2023 s-a încheiat la 1 ianuarie 2024, când fiecare țară a recunoscut plăcuțele de înmatriculare ale celeilalte.

## Guvernare
|                         |                           |
| Vjosa Osmani Președinte | Albin Kurti Prim-ministru |

Kosovo este o republică parlamentară reprezentativă democratică multipartid. Este guvernată de instituții legislative, executive și judiciare, care derivă din Constituție, deși, până la Acordul de la Bruxelles, nordul Kosovo era în mare parte controlat de instituții ale Serbiei sau de instituții paralele finanțate de Serbia. Funcțiile legislative sunt exercitate atât de Parlament, cât și de miniștri în competențele lor. Guvernul exercită puterea executivă și este compus din Prim-ministru ca șef al guvernului, Viceprim-miniștri și Miniștri ai diferitelor ministere.
Sistemul judiciar este compus din Curtea Supremă și instanțe subordonate, o Curte Constituțională și instituții de urmărire penală independente. Există, de asemenea, multiple instituții independente definite de constituție și lege, precum și guverne locale. Toți cetățenii sunt egali în fața legii, iar egalitatea de gen este garantată de constituție. Cadrul Constituțional garantează un minim de zece locuri în Adunarea de 120 de membri pentru sârbi și zece pentru alte minorități, garantând, de asemenea, locuri în Guvern pentru sârbi și alte minorități.
Președintele servește ca șef de stat și reprezintă unitatea poporului, fiind ales la fiecare cinci ani, indirect de către parlament printr-un vot secret cu o majoritate de două treimi din toți deputații. Șeful statului este investit în primul rând cu responsabilități și puteri reprezentative. Președintele are puterea de a returna proiectele de legi parlamentului pentru reconsiderare și are un rol în afacerile externe și în numirea unor oficiali. Prim-ministrul servește ca șef al guvernului, fiind ales de către parlament. Miniștrii sunt nominalizați de Prim-ministru și apoi confirmați de parlament. Șeful guvernului exercită puterea executivă a teritoriului.
Corupția este o problemă majoră și un obstacol în dezvoltarea democrației în țară. Cei din sistemul judiciar numiți de guvern pentru a combate corupția sunt adesea asociați ai guvernului. În plus, politicieni proeminenți și activiști de partid care comit infracțiuni nu sunt anchetați din cauza lipsei legilor și a voinței politice. Crimele organizate reprezintă, de asemenea, o amenințare pentru economie datorită practicilor de mită, extorsionare și racket.

### Relații externe
Relațiile externe ale Kosovo sunt gestionate prin intermediul Ministerului Afacerilor Externe din Priștina. La data de 2023, 104 din cele 193 de state membre ale Națiunilor Unite recunosc Republica Kosovo. În cadrul Uniunii Europene, Kosovo este recunoscut de 22 din cele 27 de state membre și este un candidat potențial pentru viitoarea extindere a Uniunii Europene. La 15 decembrie 2022, Kosovo a depus o cerere oficială de aderare la Uniunea Europeană.
Kosovo este membru al mai multor organizații internaționale, inclusiv Fondul Monetar Internațional, Banca Mondială, Uniunea Internațională pentru Transport Rutier, Consiliul de Cooperare Regională, Banca de Dezvoltare a Consiliului Europei, Comisia de la Veneția și Banca Europeană pentru Reconstrucție și Dezvoltare. În 2015, candidatura Kosovo de a deveni membru al UNESCO a fost respinsă, lipsind trei voturi pentru a atinge majoritatea de două treimi necesară pentru aderare. 23 de țări mențin ambasade în Kosovo. Kosovo menține 24 de misiuni diplomatice și 28 de misiuni consulare în străinătate.
Relațiile cu Albania sunt un caz special, având în vedere că cele două țări împărtășesc aceeași limbă și cultură. Limba albaneză este una dintre limbile oficiale ale Kosovo. Albania are o ambasadă în capitala Priștina, iar Kosovo are o ambasadă în Tirana. În 1992, Albania a fost singura țară al cărei parlament a votat pentru recunoașterea Republicii Kosova. Albania a fost, de asemenea, una dintre primele țări care a anunțat oficial recunoașterea Republicii Kosovo în februarie 2008.
Începând cu 1 ianuarie 2024, cetățenii Kosovo sunt scutiți de cerințele de viză în cadrul Zonei Schengen pentru perioade de până la 90 de zile în orice perioadă de 180 de zile.

### Drept

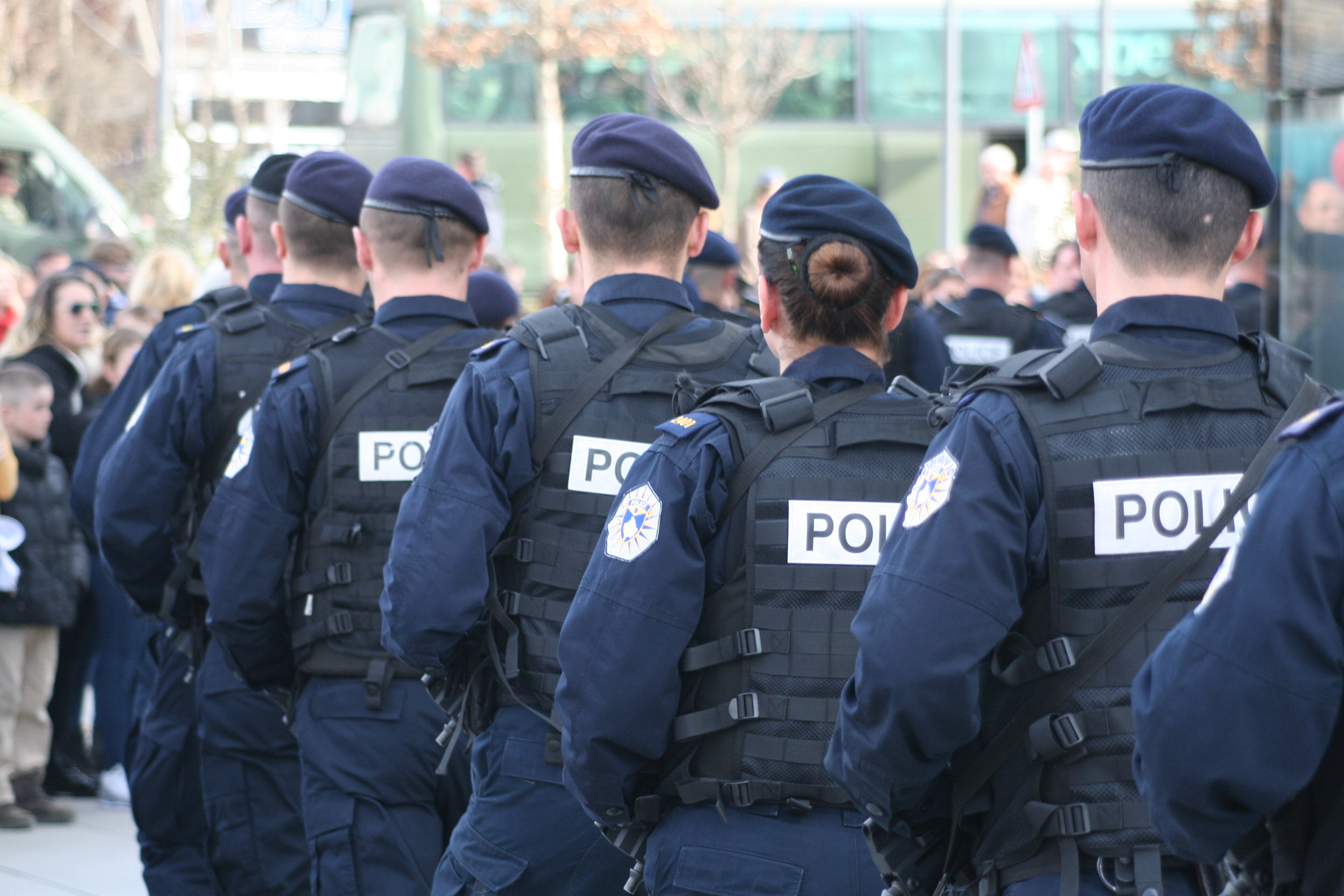
Poliția Kosovo este principala agenție de aplicare a legii din Kosovo

Sistemul judiciar al Kosovo urmează un cadru de drept civil și cuprinde instanțe civile și penale obișnuite, alături de instanțe administrative. Administrat de consiliul judiciar din Priștina, sistemul include curtea supremă ca cea mai înaltă autoritate judiciară, o curte constituțională și o instituție de urmărire penală independentă. După independența Kosovo în 2008, Poliția Kosovo a preluat responsabilitățile primare de aplicare a legii în țară.
Acoperind o gamă largă de probleme legate de statutul Kosovo, Planul Ahtisaari a introdus două forme de supraveghere internațională pentru Kosovo după independența sa, inclusiv Oficiul Civil Internațional (ICO) și Misiunea Uniunii Europene pentru Statul de Drept în Kosovo (EULEX). ICO a monitorizat implementarea planului și deținea puteri de veto, în timp ce EULEX s-a concentrat pe dezvoltarea sistemelor judiciare și a avut autoritate de arestare și urmărire penală. Aceste organe au primit puteri în conformitate cu declarația de independență și constituția Kosovo.
Statutul juridic al ICO a depins de situația de facto și de legislația Kosovo, cu supraveghere asigurată de Grupul Internațional de Conducere (ISG), format din state care au recunoscut Kosovo. Serbia și statele care nu recunosc independența nu au recunoscut ICO. În ciuda opoziției inițiale, EULEX a obținut acceptul Serbiei și al Consiliului de Securitate al ONU în 2008. A operat sub mandatul UNMIK cu independență operațională. ICO și-a încheiat operațiunile în 2012 după îndeplinirea obligațiilor, în timp ce EULEX continuă să opereze în conformitate cu legislația Kosovo și internațională. Rolul său a fost extins, concentrându-se în principal pe monitorizare, cu responsabilități reduse.
Conform Raportului Global de Siguranță al Gallup, care evaluează siguranța personală la nivel mondial prin intermediul Indicele de Lege și Ordine pentru 2023, Kosovo s-a distins prin clasarea în topul celor mai sigure zece țări din lume în ceea ce privește siguranța percepută și eficacitatea aplicării legii.

### Armata

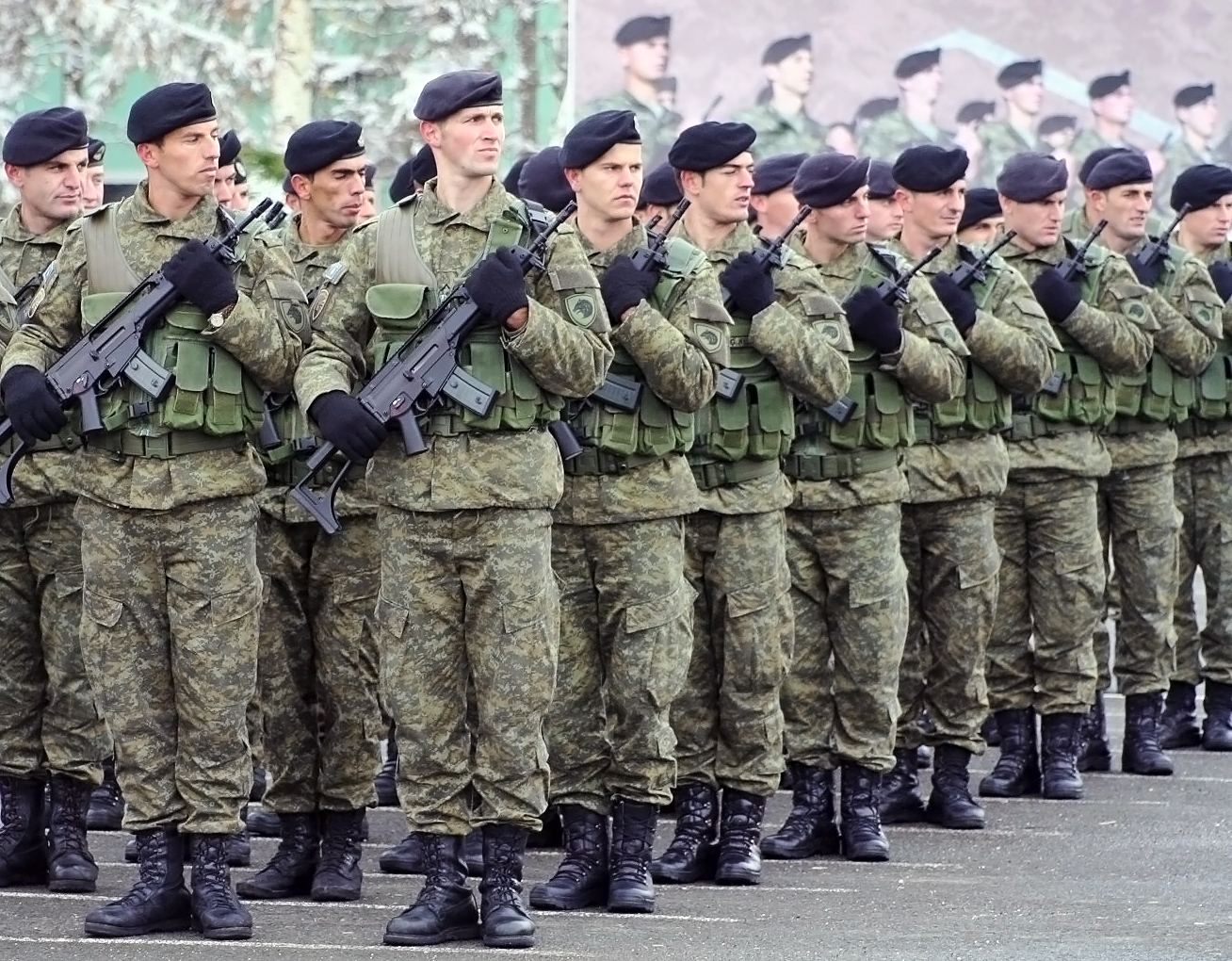
Forța de Securitate a Kosovo este armata Kosovo

Forța de Securitate a Kosovo (KSF) este forța de securitate națională a Kosovo, însărcinată cu sarcina de a păstra și de a proteja integritatea teritorială a țării, suveranitatea națională și interesele de securitate ale populației sale. Funcționând sub președintele Kosovo ca comandant suprem, forța de securitate aderă la principiul nediscriminării, garantând protecție egală pentru personalul său, indiferent de gen sau etnie. Provocările notabile ale Kosovo sunt identificate în domeniile conflictelor persistente și ale siguranței și securității sociale, ambele fiind interconectate cu legăturile diplomatice ale țării cu țările vecine și cu stabilitatea socială și politică internă.
Forța Kosovo (KFOR) este o forță internațională de menținere a păcii condusă de NATO în Kosovo. Operațiunile sale se reduc treptat până când Forța de Securitate a Kosovo, înființată în 2009, devine autosuficientă. KFOR a intrat în Kosovo pe 12 iunie 1999, cu o zi înainte ca Consiliul de Securitate al Națiunilor Unite să adopte Rezoluția 1244 a CSO. Camp Bondsteel este cartierul general al operațiunilor Forța Kosovo (KFOR) în Kosovo. Este situat lângă Ferizaj în sud-estul Kosovo. Este Comandamentul Regional-Est condus de Armata Statelor Unite (U.S. Army) și este sprijinit de trupe din Grecia, Italia, Finlanda, Ungaria, Polonia, Slovenia, Elveția și Turcia.
În 2008, sub conducerea NATO, Forța Kosovo (KFOR) și Corpul de Protecție al Kosovo (KPC) au întreprins pregătiri pentru formarea Forței de Securitate a Kosovo. Un moment semnificativ a avut loc în 2014, când guvernul a anunțat oficial decizia de a înființa un Minister al Apărării până în 2019, cu scopul de a transforma Forța de Securitate a Kosovo existentă în Forțele Armate ale Kosovo. Această transformare ar implica alinierea forțelor armate la standardele înalte așteptate de la membrii NATO, reflectând aspirația Kosovo de a se alătura alianței în viitor. Ulterior, în decembrie 2018, guvernul a promulgat legislație pentru a redefini mandatul Forței de Securitate a Kosovo, transformând-o într-o armată. În același timp, înființarea unui Minister al Apărării a fost pusă în mișcare, consolidând aceste dezvoltări și asigurând infrastructura și supravegherea necesare pentru noile forțe armate.
În 2023, Forța de Securitate a Kosovo avea peste 5.000 de membri activi, folosind vehicule și arme achiziționate de la mai multe țări NATO. KFOR continuă să opereze în Kosovo sub mandatul său ONU.

## Diviziuni administrative
Kosovo este împărțit în șapte districte (albaneză rajon; okrug), conform Legii Kosovo și Acordului de la Bruxelles din 2013, care a stipulat formarea de noi municipalități cu populații majoritar sârbe. Districtele sunt subdivizate în continuare în 38 de municipalități (komunë; opština). Cel mai mare și mai populat district al Kosovo este Districtul Priștina cu capitala la Priștina, având o suprafață de 2.470 km2 (953,67 mi2) și o populație de 477.312
|                      |           | \| Districte \| Reședință \| Suprafață (km2) \| Populație \| \| -------------------- \| --------- \| --------------- \| --------- \| \| Districtul Peja \| Peja \| 1.365 \| 174.235 \| \| Districtul Mitrovica \| Mitrovica \| 2.077 \| 272.247 \| \| Districtul Priștina \| Priștina \| 2.470 \| 477.312 \| \| Districtul Gjilan \| Gjilan \| 1.206 \| 180.783 \| \| Districtul Gjakova \| Gjakova \| 1.129 \| 194.672 \| \| Districtul Prizren \| Prizren \| 1.397 \| 331.670 \| \| Districtul Ferizaj \| Ferizaj \| 1.030 \| 185.806 \| |           |
| Districte            | Reședință | Suprafață (km2) | Populație |
| Districtul Peja      | Peja      | 1.365 | 174.235   |
| Districtul Mitrovica | Mitrovica | 2.077 | 272.247   |
| Districtul Priștina  | Priștina  | 2.470 | 477.312   |
| Districtul Gjilan    | Gjilan    | 1.206 | 180.783   |
| Districtul Gjakova   | Gjakova   | 1.129 | 194.672   |
| Districtul Prizren   | Prizren   | 1.397 | 331.670   |
| Districtul Ferizaj   | Ferizaj   | 1.030 | 185.806   |

## Geografie

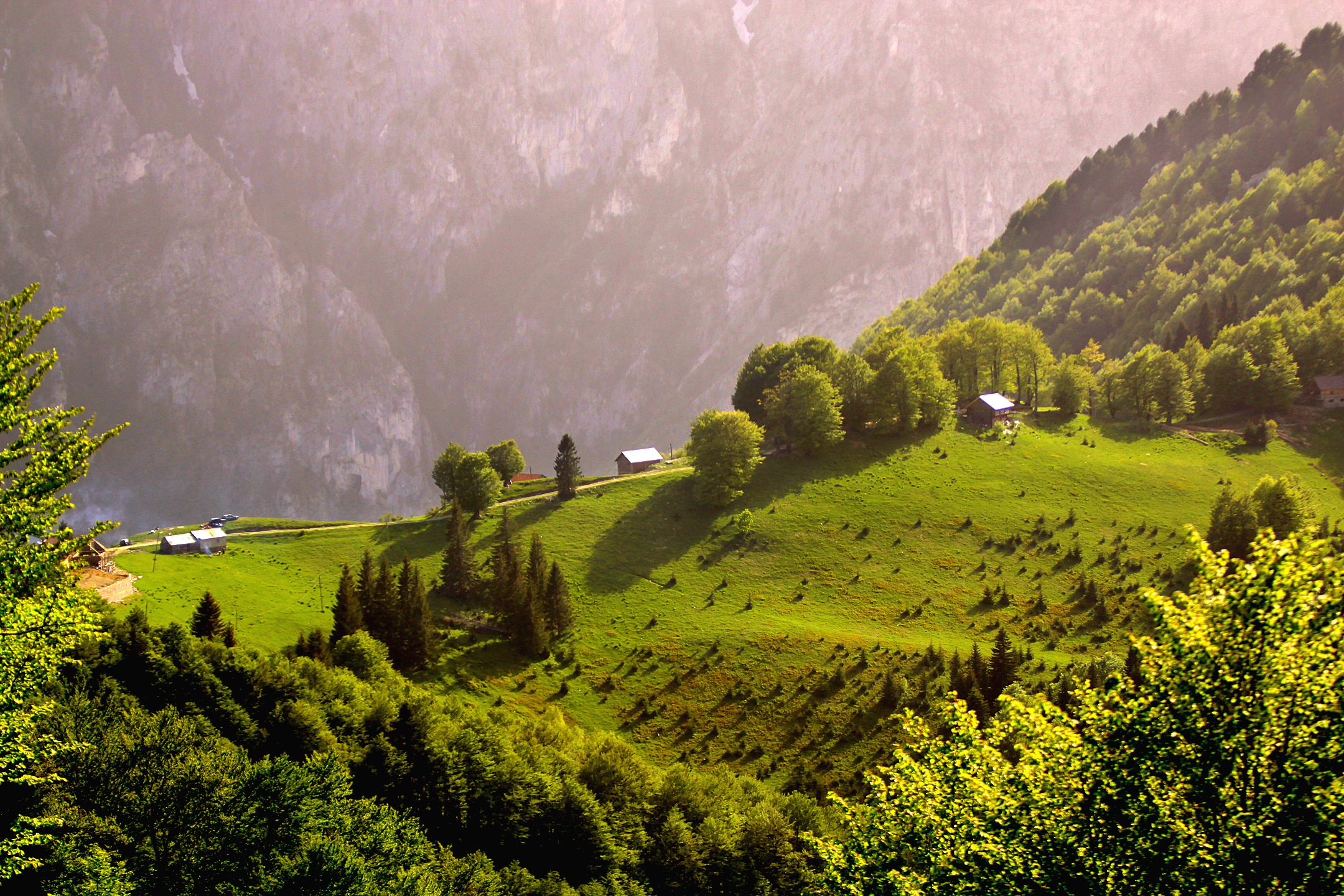
Peisaj în Rugova din cadrul Parcul Național Bjeshkët e Nemuna la granița cu Albania

Cu o suprafață totală de 10.887 kilometri pătrați (4.203 square milei), Kosovo este un stat fără ieșire la mare și este situat în centrul Peninsulei Balcanice în Europa de Sud-Est. Se află între latitudinile 42° și 43° N și longitudinile 20° și 22° E. Cel mai nordic punct este Bellobërda la 43° 14' 06" latitudine nordică; cel mai sudic este Restelicë la 41° 56' 40" latitudine nordică; cel mai vestic punct este Bogë la 20° 3' 23" longitudine estică; iar cel mai estic punct este Desivojca la 21° 44' 21" longitudine estică. Cel mai înalt punct al Kosovo este Gjeravica la 2.656 metri (8.714 ft) deasupra nivelului mării, iar cel mai jos punct este Drinul Alb la 297 metri (974 ft).
Cele mai multe dintre granițele Kosovo sunt dominate de terenuri muntoase și înalte. Cele mai notabile caracteristici topografice sunt Munții Nemuna și Munții Șar. Munții Nemuna sunt o continuare geologică a Alpilor Dinari. Munții se întind lateral prin vest de-a lungul graniței cu Albania și Muntenegru. În sud-est predomină Munții Șar, care constituie granița cu Macedonia de Nord. Pe lângă lanțurile montane, teritoriul Kosovo este format în mare parte din două câmpii majore, Câmpia Kosovo în est și Câmpia Metohia în vest.
În plus, Kosovo este format din mai multe regiuni geografice și etnografice, cum ar fi Drenica, Dushkaja, Gollak, Has, Înălțimile Gjakova, Llap, Llapusha și Rugova.
Resursele hidrologice ale Kosovo sunt relativ mici; există puține lacuri în Kosovo, cele mai mari fiind Lacul Batllava, Lacul Badovc, Lacul Gazivoda, Lacul Radoniq. Pe lângă acestea, Kosovo are și izvoare carstice, izvoare termale și de apă minerală. Cele mai lungi râuri ale Kosovo includ Drinul Alb, Morava de Sud și Ibar. Sitnica, un afluent al Ibarului, este cel mai mare râu situat complet în teritoriul Kosovo. Râul Nerodime reprezintă singurul caz din Europa al unei bifurcații fluviale care se varsă în Marea Neagră și Marea Egee.

### Climă
Cea mai mare parte a Kosovo cunoaște predominant o climă continentală cu influențe mediteraneene și alpine, puternic influențate de apropierea Kosovo de Marea Adriatică în vest, Marea Egee în sud, precum și de masa continentală europeană în nord.

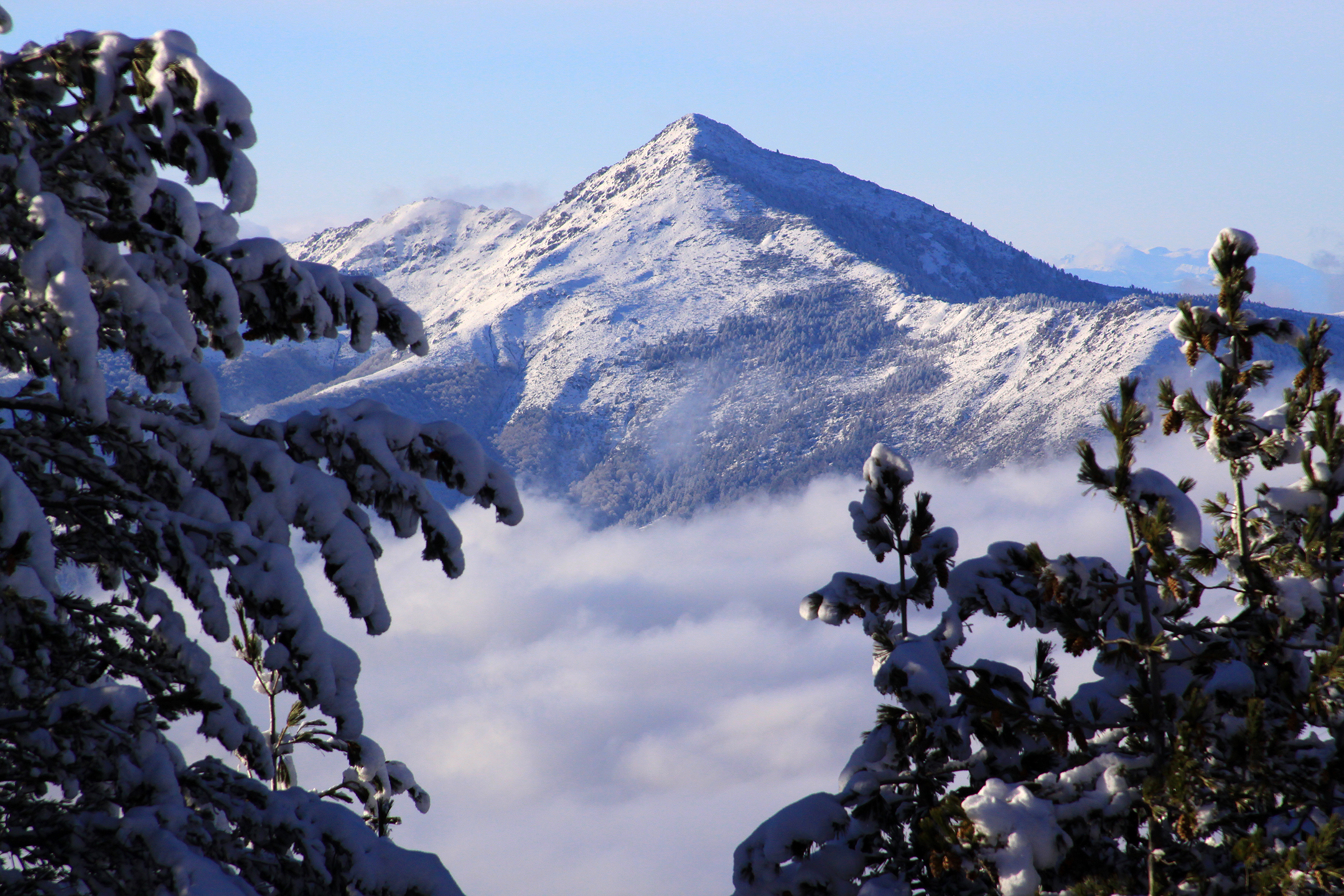
Climă alpină în Pashallora văzută din Brezovica

Cele mai reci zone sunt situate în regiunea montană din vest și sud-est, unde predomină o climă alpină. Cele mai calde zone se află în general în zonele extreme sudice, aproape de granița cu Albania, unde o climă mediteraneană este norma. Temperatura medie lunară variază între 0 °C (32 °F) (în ianuarie) și 22 °C (72 °F) (în iulie). Precipitațiile medii anuale variază între 600 și 1300 pe an și sunt bine distribuite pe tot parcursul anului.
În nord-est, Câmpia Kosovo și Valea Ibar sunt mai uscate, cu precipitații totale de aproximativ 600 millimetrui (24 inches) pe an și sunt mai influențate de masele de aer continentale, cu ierni mai reci și veri foarte fierbinți. În sud-vest, zona climatică a Metohia primește mai multe influențe mediteraneene, cu veri mai calde, precipitații ceva mai ridicate (700 mm (28 in)) și zăpadă abundentă în timpul iernii. Zonele montane ale Munților Nemuna din vest, Munții Șar din sud și Kopaonik din nord experimentează o climă alpină, cu precipitații ridicate (900 pana la 3000 pe an), veri scurte și răcoroase, precum și ierni reci. Temperatura medie anuală a Kosovo este de 9,5 °C (49,1 °F). Cea mai caldă lună este iulie, cu o temperatură medie de 19,2 °C (66,6 °F), iar cea mai rece este ianuarie, cu −1,3 °C (29,7 °F). Cu excepția Prizren și Istog, toate celelalte stații meteorologice au înregistrat în ianuarie temperaturi medii sub 0 °C (32 °F).

### Biodiversitate

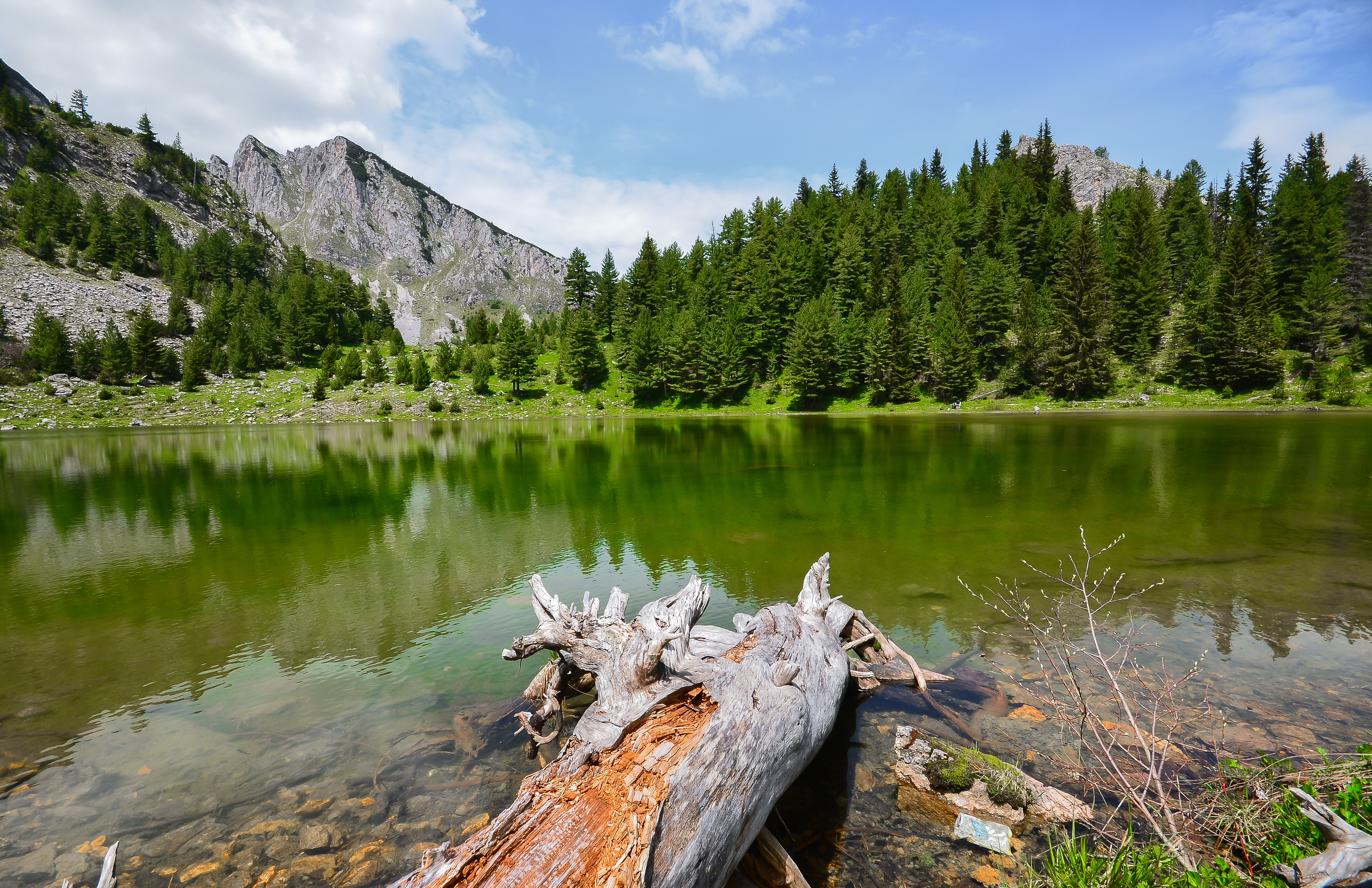
Parcul Național Bjeshkët e Nemuna găzduiește o gamă largă de specii de floră și faună

Situat în Europa de Sud-Est, Kosovo primește specii florale și faunistice din Europa și Eurasia. Pădurile sunt răspândite în Kosovo și acoperă cel puțin 39% din regiune. Din punct de vedere fitogeografic, se află în provincia Iliria a Regiunii Circumboreale din cadrul Regatului Boreal. În plus, se încadrează în trei ecoregioane terestre: Păduri mixte balcanice, Păduri mixte ale Munților Dinari și Păduri mixte ale Munților Pind. Biodiversitatea Kosovo este conservată în două parcuri naționale, unsprezece rezervații naturale și o sută trei alte zone protejate. Parcul Național Bjeshkët e Nemuna și Parcul Național Munții Șar sunt cele mai importante regiuni de vegetație și biodiversitate din Kosovo. Kosovo a avut un scor mediu al Indicele Integrității Peisajului Forestier din 2019 de 5,19/10, clasându-se pe locul 107 la nivel global din 172 de țări.
Flora cuprinde peste 1.800 de specii de plante vasculare, dar numărul real este estimat la peste 2.500 de specii. Diversitatea este rezultatul interacțiunii complexe dintre geologie și hidrologie, creând o varietate largă de condiții de habitat pentru creșterea florei. Deși Kosovo reprezintă doar 2,3% din întreaga suprafață a Balcanilor, în ceea ce privește vegetația, are 25% din flora balcanică și aproximativ 18% din flora europeană. Fauna este compusă dintr-o gamă largă de specii.:14 Zonele montane din vest și sud-est oferă un habitat excelent pentru mai multe specii rare sau pe cale de dispariție, inclusiv ursi bruni, linxi, pisici sălbatice, lupi, vulpi, capre sălbatice, căprioare și cerbi. Un total de 255 de specii de păsări au fost înregistrate, cu păsări de pradă precum vulturul auriu, vulturul imperial de est și vânturelul mic trăind în principal în munții Kosovo.

### Probleme de mediu
Problemele de mediu din Kosovo includ o gamă largă de provocări legate de poluarea aerului și a apei, schimbările climatice, managementul deșeurilor, pierderea biodiversității și conservarea naturii. Vulnerabilitatea țării la schimbările climatice este influențată de diverși factori, cum ar fi creșterea temperaturilor, pericolele geologice și hidrologice, inclusiv secete, inundații, incendii și ploi abundente. Kosovo nu este semnatar al Convenției Cadru a Națiunilor Unite privind Schimbările Climatice (UNFCCC), Protocolul de la Kyoto sau Acordul de la Paris. În consecință, țara nu este obligată să prezinte o Contribuție Determinată la nivel Național (NDC), care sunt angajamente voluntare care descriu acțiunile și strategiile unei națiuni pentru atenuarea schimbărilor climatice și adaptarea la impacturile acestora. Cu toate acestea, din 2021, Kosovo este activ implicată în procesul de formulare a unei NDC voluntare, cu asistență oferită de Japonia. În 2023, țara și-a stabilit un obiectiv de reducere a emisiilor de gaze cu efect de seră cu aproximativ 16,3% ca parte a obiectivului său mai larg de a atinge neutralitatea carbonului până în anul 2050.

## Demografie

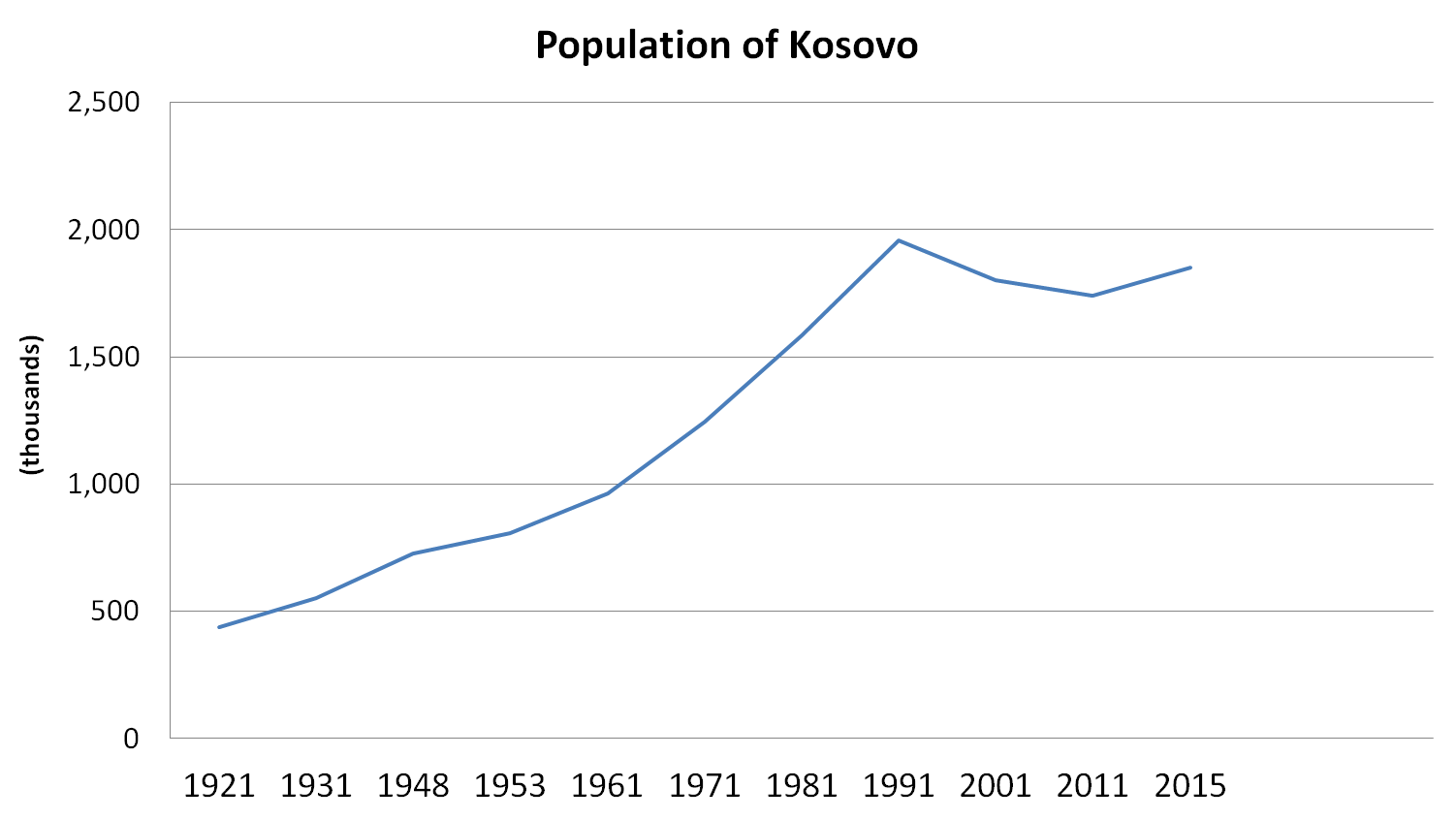
Populația Kosovo din 1921 până în 2015

Agenția de Statistică a Kosovo a estimat că populația Kosovo în 2021 este de aproximativ 1.774.000 de locuitori. În 2023, speranța de viață la naștere este de 79,68 ani; 77,38 ani pentru bărbați și 81,87 ani pentru femei. Rata estimată de fertilitate totală în 2023 este de 1,88 copii născuți pe femeie. Țara este a 11-a cea mai populată din Europa de Sud-Est (Balcani) și se clasează pe locul 148 în lume. Populația țării a crescut constant pe parcursul secolului al XX-lea și a atins un maxim estimat la 2,2 milioane în 1998. Războiul din Kosovo și migrația ulterioară au redus populația Kosovo de-a lungul timpului.

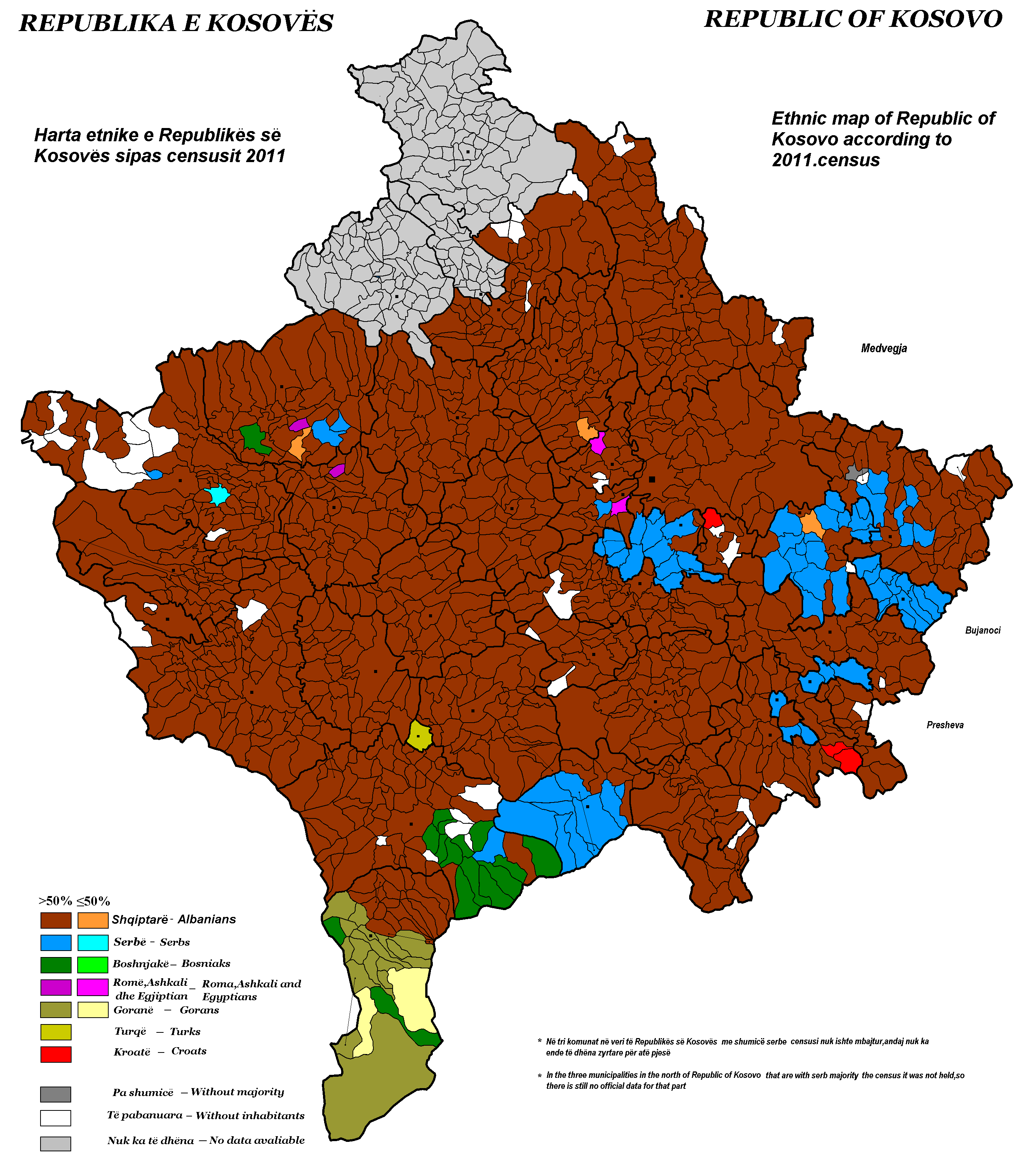
Distribuția grupurilor etnice în Kosovo, conform recensământului din 2011

În 2019, albanezii constituiau 92% din populația Kosovo, urmați de sârbi (4%), bosniaci (2%), turci (1%), romi (1%) și gorani (<1%). Albanezii constituie majoritatea populației în cea mai mare parte a Kosovo. Sârbii etnici sunt concentrați în nordul țării, precum și în alte municipalități din estul țării, cum ar fi Gračanica și Štrpce. Turcii formează o majoritate locală în municipalitatea Mamusha, la nord de Prizren, în timp ce bosniacii sunt localizați în principal în Prizren. Goranii sunt concentrați în cel mai sudic punct al țării, în Dragash. Romii sunt răspândiți în întreaga țară.
Limbile oficiale ale Kosovo sunt albaneza și sârba, iar instituțiile se angajează să asigure utilizarea egală a acestor două limbi oficiale ale Kosovo. Funcționarii publici municipali sunt obligați să vorbească doar una dintre cele două limbi într-un cadru profesional și, conform comisarului pentru limbă al Kosovo, Slaviša Mladenović, nicio organizație guvernamentală nu are toate documentele disponibile în ambele limbi. Legea privind utilizarea limbilor oferă turcei statutul de limbă oficială în municipalitatea Prizren, indiferent de dimensiunea comunității turce care locuiește acolo. În caz contrar, turca, bosniaca și roma au statutul de limbi oficiale la nivel municipal dacă comunitatea lingvistică reprezintă cel puțin 5% din populația totală a municipalității. Albaneza este vorbită ca limbă maternă de toți albanezii, precum și de unii romi, cum ar fi Așkalii și Egiptenii Balcanici. Sârba, bosniaca și turca sunt vorbite ca limbi materne de comunitățile lor respective.
Conform Raportului Fericirii Mondiale 2024, care evaluează nivelul de fericire al cetățenilor din diferite țări, Kosovo este clasat pe locul 29 dintr-un total de 143 de țări evaluate, comparativ cu vecinii Serbia pe locul 37, Muntenegru pe locul 76, Macedonia de Nord pe locul 84 și Albania pe locul 87.
Relațiile dintre Albanezii kosovari și Sârbii kosovari au fost ostile încă din perioada ascensiunii naționalismului în Balcani în secolul al XIX-lea. În timpul comunismului în Iugoslavia, albanezii și sârbii etnici erau puternic ireconciliabili, studiile sociologice din perioada lui Tito indicând faptul că albanezii și sârbii etnici acceptau rareori unul pe celalt ca vecini sau prieteni și puțini aveau căsătorii interetnice. Prejudecățile etnice, stereotipurile și neîncrederea reciprocă dintre albanezii și sârbii etnici au rămas comune timp de decenii. Nivelul de intoleranță și separare dintre cele două comunități în perioada lui Tito a fost raportat de sociologi ca fiind mai grav decât cel dintre comunitățile croate și sârbe din Iugoslavia, care de asemenea aveau tensiuni, dar mențineau unele relații mai strânse între ele.
În ciuda integrării lor planificate în societatea kosovară și recunoașterii lor în constituția kosovară, comunitățile romilor, așkalilor și egiptenilor continuă să se confrunte cu multe dificultăți, cum ar fi segregarea și discriminarea în domeniile locuirii, educației, sănătății, ocupării forței de muncă și asistenței sociale. Multe tabere din jurul Kosovo continuă să găzduiască mii de persoane strămutate intern, toate aparținând unor grupuri și comunități minoritare. Deoarece mulți romi sunt crezuți că au luat partea sârbilor în timpul conflictului, participând la jafurile și distrugerile pe scară largă ale proprietăților albaneze, Grupul Internațional pentru Drepturile Minorităților raportează că romii se confruntă cu ostilitate din partea albanezilor în afara zonelor lor locale. Un raport de cercetare din 2020 finanțat de UE arată că există un nivel limitat de încredere și contact general între principalele grupuri etnice din Kosovo.
| 1  | Priștina     | 227.154 | 11 | Lipjan    | 54.974 |
| 2  | Prizren      | 147.428 | 12 | Drenas    | 48.054 |
| 3  | Ferizaj      | 109.345 | 13 | Suharekë  | 45.713 |
| 4  | Gjilan       | 82.901  | 14 | Malisheva | 43.871 |
| 5  | Peja         | 82.661  | 15 | Rahovec   | 41.777 |
| 6  | Gjakova      | 78.824  | 16 | Skenderaj | 40.632 |
| 7  | Podujevë     | 71.018  | 17 | Viti      | 35.549 |
| 8  | Mitrovica    | 64.680  | 18 | Istog     | 33.066 |
| 9  | Kosovo Polje | 64.078  | 19 | Klina     | 30.574 |
| 10 | Vushtrri     | 61.493  | 20 | Dragash   | 28.908 |
|    |              |         |    |           |        |

### Religie
| Religia în Kosovo | Religia în Kosovo | Religia în Kosovo | Religia în Kosovo | Religia în Kosovo |
| ----------------- | ----------------- | ----------------- | ----------------- | ----------------- |
|                   |                   |                   |                   |                   |
| Musulmani         | Musulmani         |                   | 95.6%             | 95.6%             |
| Creștini          | Creștini          |                   | 3.7%              | 3.7%              |
| – Catolici        | – Catolici        |                   | 2.2%              | 2.2%              |
| – Ortodocși       | – Ortodocși       |                   | 1.5%              | 1.5%              |
| Non-religioși     | Non-religioși     |                   | 0.1%              | 0.1%              |
| Altele            | Altele            |                   | 0.1%              | 0.1%              |
| Nespecificat      | Nespecificat      |                   | 0.1%              | 0.1%              |

Kosovo este un stat secular fără o religie de stat; libertatea de convingere, conștiință și religie este garantată explicit în Constituția Kosovo. Societatea kosovară este puternic secularizată și se clasează pe primul loc în Europa de Sud și pe locul nouă în lume ca fiind liberă și egală în ceea ce privește toleranța față de religie și ateism.
În recensământul din 2011, 95,6% din populația Kosovo a fost înregistrată ca musulmană și 3,7% ca creștină, inclusiv 2,2% ca catolică și 1,5% ca ortodoxă. Restul de 0,3% din populație a declarat că nu are religie, sau are altă religie, sau nu a furnizat un răspuns adecvat. Protestanții, deși recunoscuți ca grup religios în Kosovo de către guvern, nu au fost reprezentați în recensământ. Recensământul a fost boicotat în mare măsură de Sârbii kosovari, care se identifică predominant ca creștini ortodocși sârbi, în special în Kosovo de Nord, lăsând populația sârbă subreprezentată.
Islamul este cea mai răspândită religie în Kosovo și a fost introdus în Evul Mediu de către Otomani. Astăzi, Kosovo are al doilea cel mai mare număr de musulmani ca procent din populație din Europa, după Turcia. Majoritatea populației musulmane din Kosovo sunt albanezi, turci și slavi precum gorani și bosniaci.
Membrii Bisericii Romano-Catolice sunt predominant albanezi, în timp ce sârbii etnici aparțin în principal Bisericii Ortodoxe. În 2008, pastorul protestant Artur Krasniqi, primat al Bisericii Protestante Evanghelice din Kosovo, a susținut că „până la 15.000” de albanezi kosovari s-au convertit la protestantism din 1985.
Relațiile dintre comunitățile musulmane și catolice albaneze din Kosovo sunt bune; cu toate acestea, ambele comunități au puține sau deloc relații cu comunitatea ortodoxă sârbă. În general, albanezii își definesc etnia prin limbă și nu prin religie, în timp ce religia reflectă o caracteristică distinctivă de identitate printre slavii din Kosovo și din alte părți.

## Economie

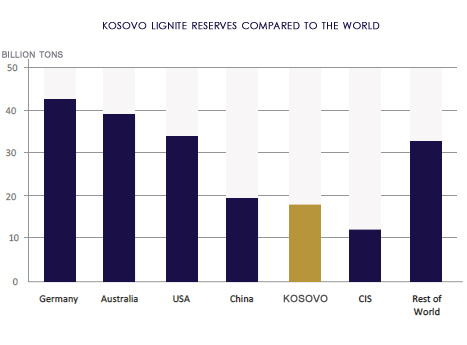
Kosovo are cele cincea cele mai mari rezerve de lignit din lume.

Economia Kosovo este o economie în tranziție. A suferit din cauza consecințelor combinate ale turbulențelor politice, concedierii angajaților kosovari de către Serbia și a Războaiele Iugoslave care au urmat. În ciuda scăderii asistenței externe, PIB-ul a crescut în mare parte de la declararea independenței. Acest lucru s-a întâmplat în ciuda crizei financiare din 2007–2008 și a ulterioarei crize a datoriilor europene. În plus, rata inflației a fost scăzută. Cele mai multe dezvoltări economice au avut loc în sectoarele comerțului, retailului și construcțiilor. Kosovo depinde foarte mult de remitențele din diaspora, de investiții străine directe și de alte fluxuri de capital. În 2018, Fondul Monetar Internațional a raportat că aproximativ o șesime din populație trăia sub pragul sărăciei, iar o treime din populația în vârstă de muncă era șomeră, cea mai mare rată din Europa.
Principalii parteneri comerciali ai Kosovo sunt Albania, Italia, Elveția, China, Germania și Turcia. Euro este moneda oficială. Guvernul Kosovo a semnat acorduri de liber schimb cu Albania, Croația, Bosnia și Herțegovina și Macedonia de Nord. Kosovo este membru al CEFTA, acord semnat cu UNMIK, și beneficiază de liber schimb cu majoritatea țărilor din apropiere care nu fac parte din Uniunea Europeană.
Kosovo este dominat de sectorul serviciilor, care reprezintă 54% din PIB și angajează aproximativ 56,6% din populație. Sectorul industrial reprezintă 37,3% din PIB și angajează aproximativ 24,8% din forța de muncă. Există mai multe motive pentru stagnare, începând de la ocupații consecutive, turbulențe politice și Războiul din Kosovo din 1999. În timp ce agricultura reprezintă doar 6,6% din PIB, deși o creștere de 0,5 puncte procentuale față de 2019, ea formează 18,7% din forța de muncă a Kosovo, cea mai mare proporție de ocupare în agricultură din regiune după Albania.

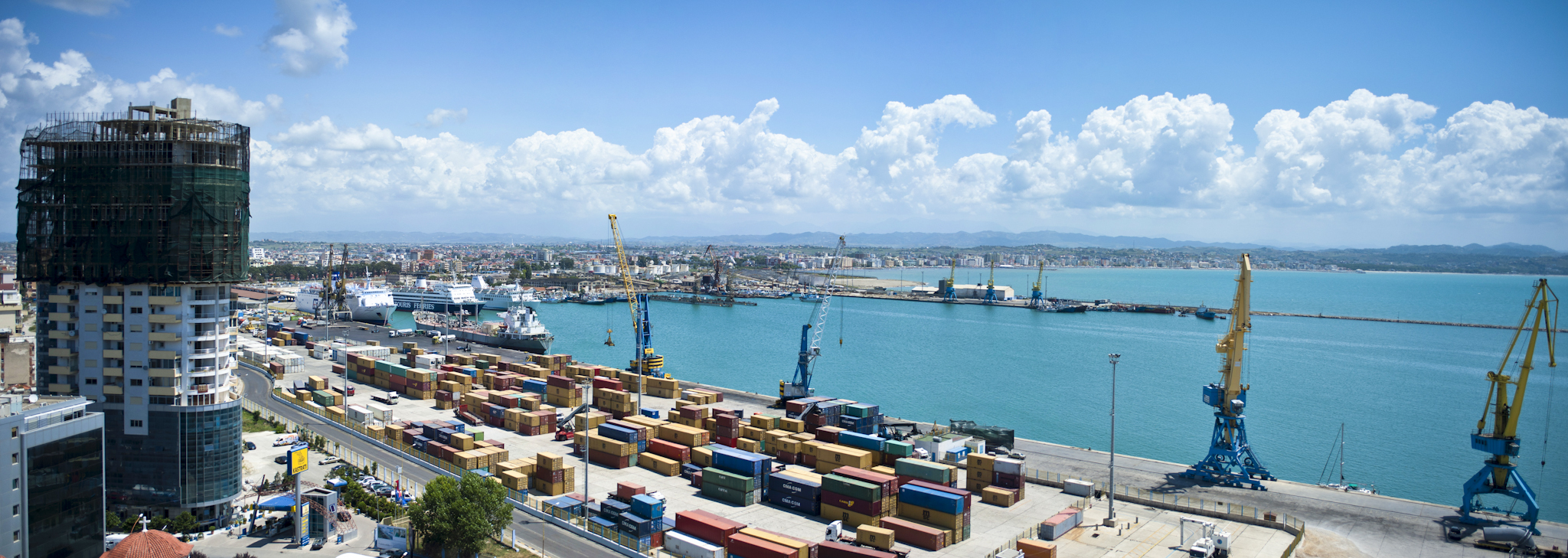
Din 2019, Portul Durrës din Albania de pe Marea Adriatică facilitează procesele vamale pentru mărfurile destinate Kosovo. Un birou vamal dedicat Kosovo funcționează, de asemenea, în cadrul facilităților portuare.

Kosovo are rezerve mari de plumb, zinc, argint, nichel, cobalt, cupru, fier și bauxită. Națiunea are cele cincea cele mai mari rezerve de lignit din lume și a treia în Europa. Direcția pentru Mine și Minerale și Banca Mondială au estimat că Kosovo avea resurse minerale în valoare de 13,5 miliarde € în 2005. Sectorul primar se bazează pe unități mici și mijlocii deținute de familii. 53% din suprafața națiunii este teren agricol, 41% păduri și terenuri forestiere, iar 6% sunt destinate altor scopuri.
Vinul a fost produs istoric în Kosovo. Centrul principal al industriei vinicole a Kosovo este în Rahovec. Principalele soiuri includ Pinot noir, Merlot și Chardonnay. Kosovo exportă vinuri în Germania și Statele Unite. Cele patru facilități de producție a vinurilor deținute de stat nu erau atât de mult „crame”, cât erau mai degrabă „fabrici de vin”. Doar facilitatea din Rahovec, care deținea aproximativ 36% din suprafața totală de vie, avea o capacitate de aproximativ 50 de milioane de litri anual. Cea mai mare parte a producției de vin era destinată exporturilor. La apogeul său în 1989, exporturile din facilitatea Rahovec se ridicau la 40 de milioane de litri și erau distribuite în principal pe piața germană.

### Energie

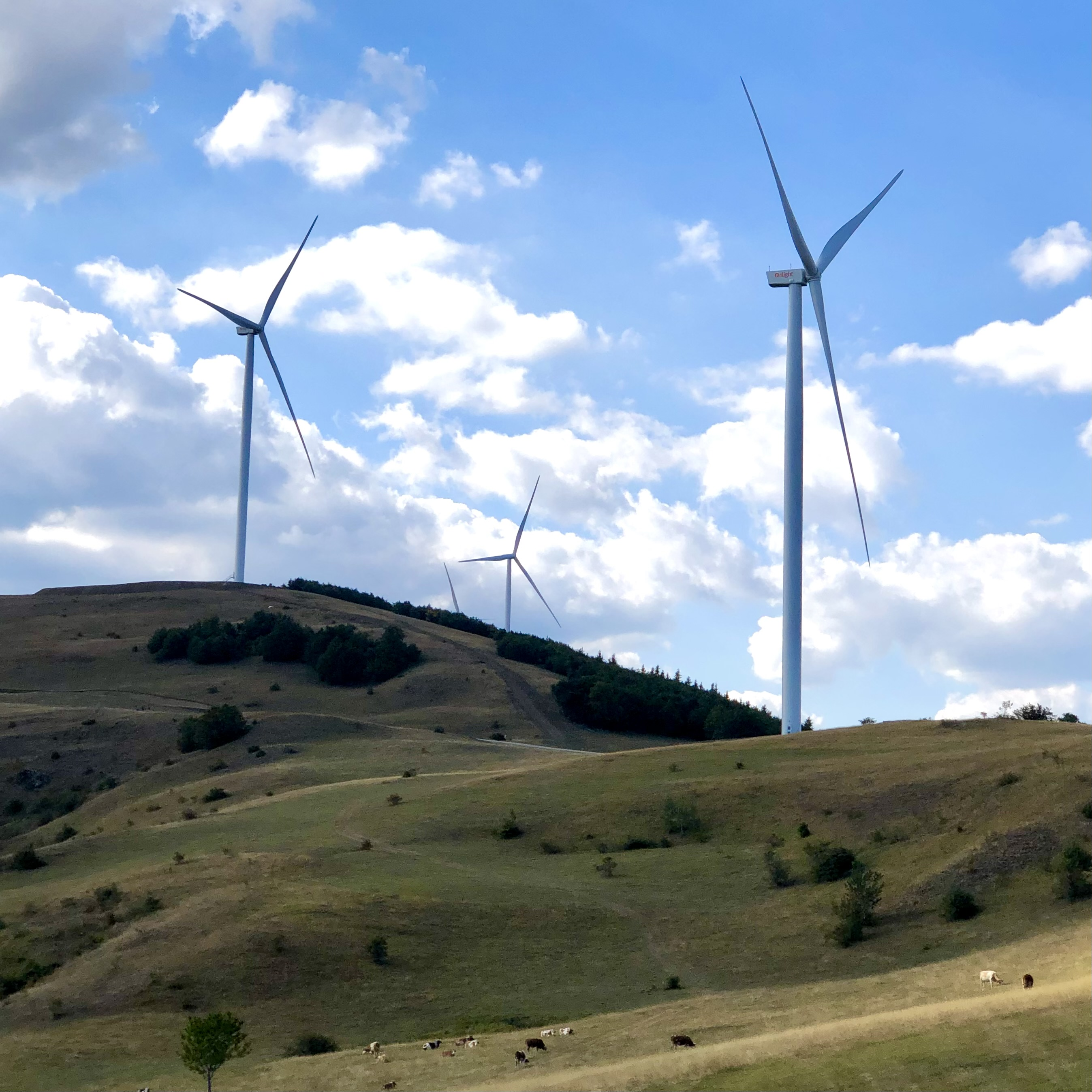
Parcul eolian Bajgora, cel mai mare parc eolian din Kosovo

Sectorul electric din Kosovo este considerat unul dintre sectoarele cu cel mai mare potențial de dezvoltare. Sectorul electric al Kosovo este foarte dependent de centralele electrice pe cărbune, care folosesc lignitul abundent, așa că se fac eforturi pentru a diversifica generarea de energie electrică cu mai multe surse regenerabile, cum ar fi parcurile eoliene din Bajgora și Kitka.
Un bloc energetic comun între Kosovo și Albania este în curs de dezvoltare după un acord semnat în decembrie 2019. Prin acest acord, Albania și Kosovo vor putea schimba rezervele de energie, ceea ce se așteaptă să genereze economii de 4 milioane € pe an pentru Kosovo.

### Turism

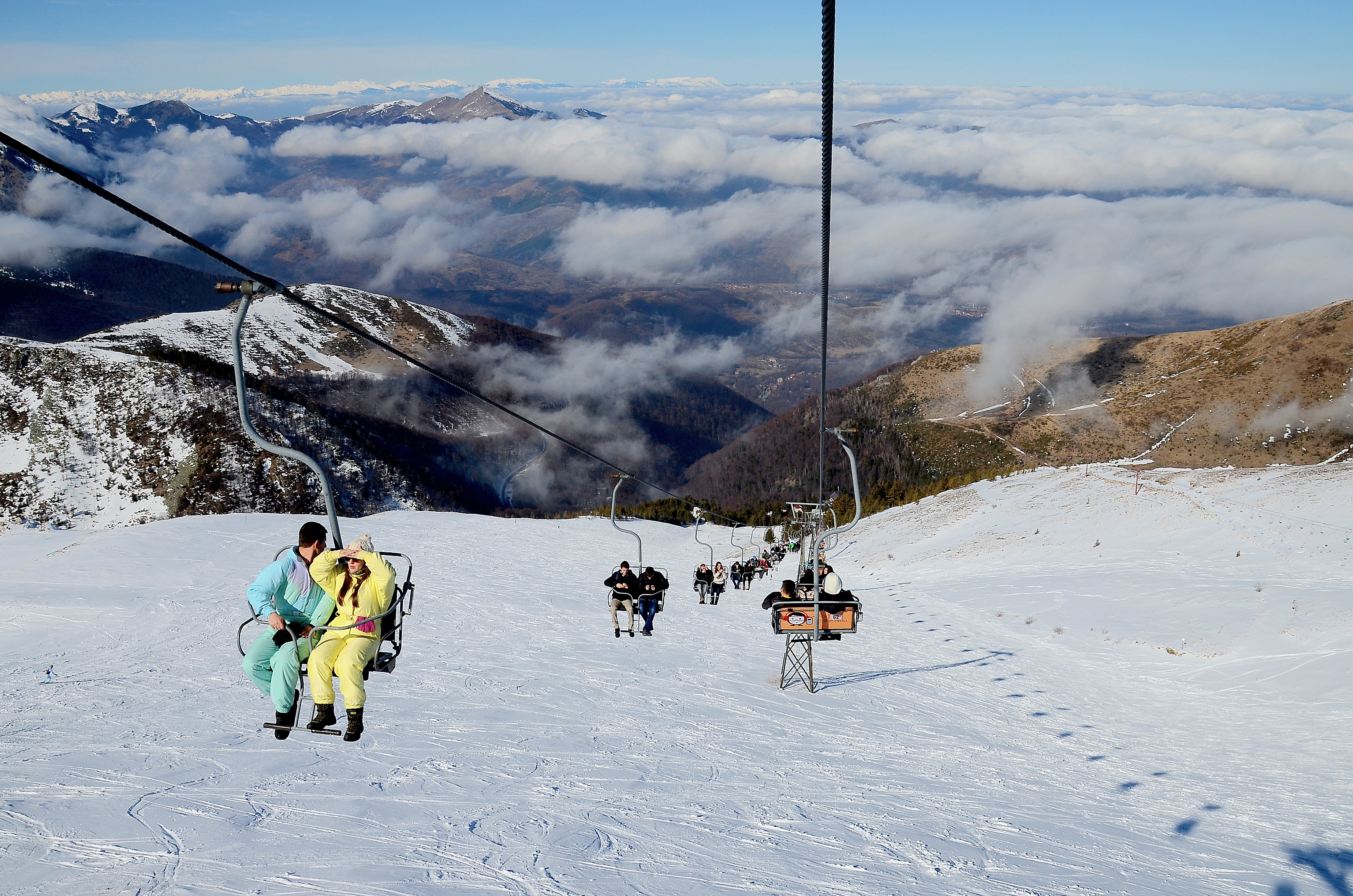
Stațiunea de schi Brezovica este una dintre cele mai bune destinații pentru turismul de iarnă din Kosovo

Valorile naturale ale Kosovo reprezintă resurse de calitate pentru turism. Descrierea potențialului turistic al Kosovo este strâns legată de poziția sa geografică, în centrul Penisulei Balcanice din Europa de Sud-Est. Reprezintă o intersecție care datează istoric din antichitate. Kosovo servește ca legătură între Europa Centrală și Europa de Sud și între Marea Adriatică și Marea Neagră. Kosovo este, în general, bogat în diverse caracteristici topografice, inclusiv munți înalți, lacuri, canioane, formațiuni stâncoase abrupte și râuri. Partea montană din vest și sud-est a Kosovo are un mare potențial pentru turismul de iarnă. Schiul are loc la Stațiunea de schi Brezovica din Munții Šar, cu proximitatea față de Aeroportul Priștina (60 km) și Aeroportul Internațional Skopje (70 km), care este o destinație populară pentru turiștii internaționali.
Kosovo are, de asemenea, lacuri precum Lacul Batllava, care servește ca destinație populară pentru sporturi acvatice, camping și înot. Alte lacuri includ Lacul Ujmani, Lacul Liqenat, Lacul Zemra.
Alte atracții majore includ capitala, Priștina, orașele istorice Prizren, Peja și Gjakova, dar și Ferizaj și Gjilan.
The New York Times a inclus Kosovo pe lista celor 41 de locuri de vizitat în 2011.

### Transport

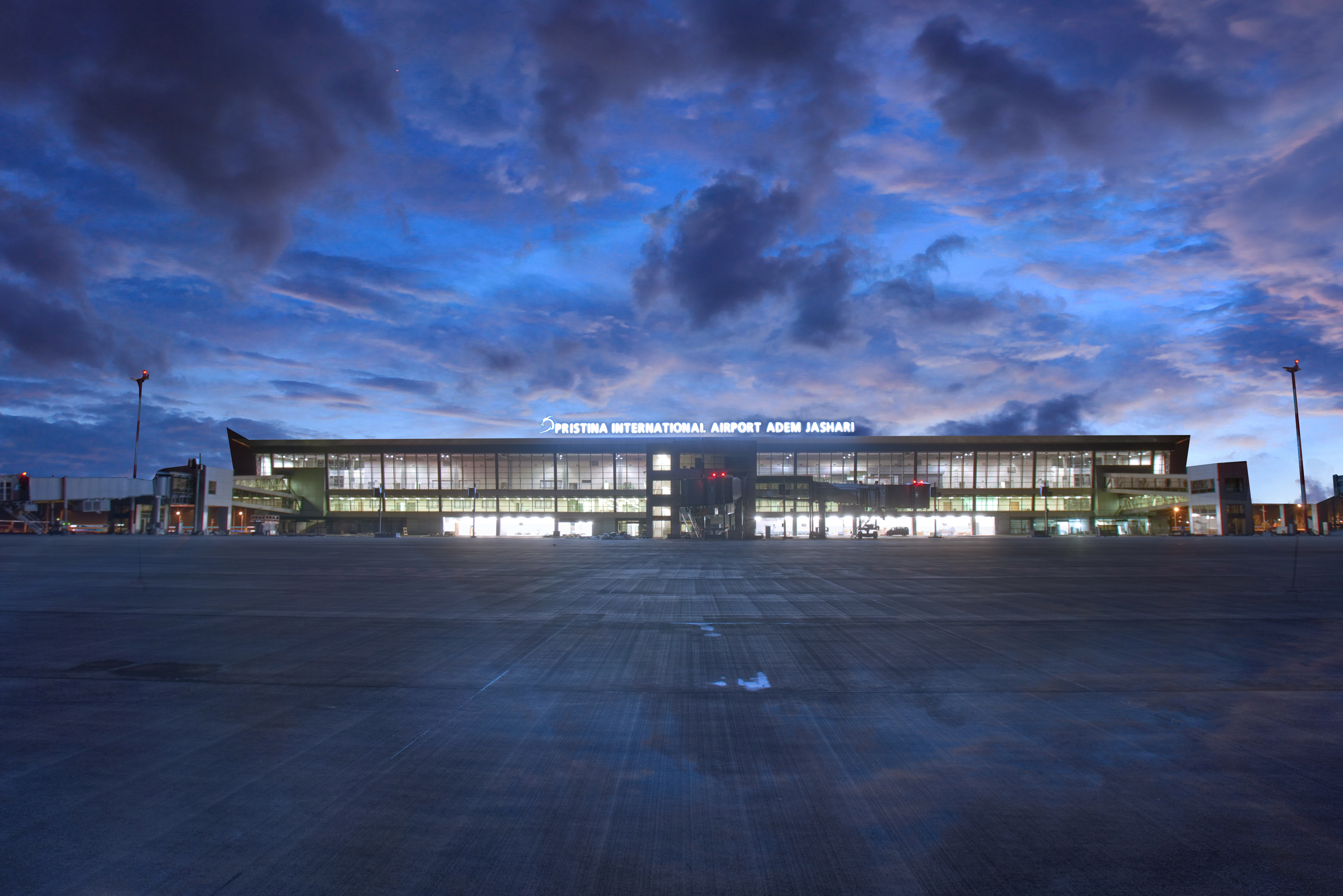
Aeroportul Internațional Priștina (PRN) deservește peste 3,4 milioane de pasageri pe an

Transportul rutier de pasageri și marfă este cea mai comună formă de transport în Kosovo. Există două autostrăzi principale în Kosovo: R7, care leagă Kosovo de Albania, și R6, care leagă Priștina de granița cu Macedonia de Nord la Hani i Elezit. Construcția Autostrăzii R7.1 a început în 2017.
Autostrada R7 (parte a Autostrada Albania-Kosovo) leagă Kosovo de coasta Adriatică a Albaniei în Durrës. Odată ce proiectul restului traseului rutei europene (E80) de la Priștina la Merdare va fi finalizat, autostrada va conecta Kosovo prin actuala autostradă rută europeană (E80) cu Coridorul Pan-European X (E75) lângă Niš în Serbia. Autostrada R6, care face parte din E65, este a doua autostradă construită în regiune. Aceasta leagă capitala Priștina de granița cu Macedonia de Nord la Hani i Elezit, care se află la aproximativ 20 km (12 mi) de Skopje. Construcția autostrăzii a început în 2014 și s-a încheiat în 2019.
Trainkos operează trenuri de pasageri zilnice pe două rute: Priștina – Fushë Kosovë – Pejë, precum și Priștina – Fushë Kosovë – Ferizaj – Skopje, Macedonia de Nord (aceasta din urmă în cooperare cu Căile Ferate Macedonene). De asemenea, trenurile de marfă circulă în întreaga țară.
Țara găzduiește două aeroporturi: Aeroportul Internațional Priștina și Aeroportul Gjakova. Aeroportul Internațional Priștina este situat la sud-vest de Priștina. Este singurul aeroport internațional din Kosovo și singurul punct de intrare pentru călătorii aerieni în Kosovo. Aeroportul Gjakova a fost construit de Forța Kosovo (KFOR) după Războiul din Kosovo, lângă un aerodrom existent folosit pentru scopuri agricole, și a fost folosit în principal pentru zboruri militare și umanitare. Guvernul local și național plănuiește să ofere Aeroportul Gjakova pentru operare sub un parteneriat public-privat, cu scopul de a-l transforma într-un aeroport civil și comercial.

## Infrastructură

### Sănătate
În trecut, capacitățile Kosovo de a dezvolta un sistem modern de sănătate au fost limitate. Un PIB scăzut în anii 1990 a înrăutățit și mai mult situația. Cu toate acestea, înființarea Facultății de Medicină în cadrul Universității din Priștina a marcat o dezvoltare semnificativă în domeniul sănătății. Acest lucru a fost urmat și de lansarea diferitelor clinici de sănătate, care au permis condiții mai bune pentru dezvoltarea profesională.
În prezent, situația s-a schimbat, iar sistemul de sănătate din Kosovo este organizat în trei sectoare: asistență medicală primară, secundară și terțiară. Asistența medicală primară în Priștina este organizată în treisprezece centre de medicină familială și cincisprezece unități de ambulatoriu. Asistența medicală secundară este descentralizată în șapte spitale regionale. Priștina nu are niciun spital regional și folosește în schimb Centrul Clinic Universitar din Kosovo pentru servicii de sănătate. Centrul Clinic Universitar din Kosovo oferă servicii de sănătate în douăsprezece clinici, unde sunt angajați 642 de medici. La un nivel inferior, serviciile acasă sunt oferite pentru mai multe grupuri vulnerabile care nu pot ajunge la unitățile de sănătate. Serviciile de sănătate din Kosovo se concentrează acum pe siguranța pacienților, controlul calității și asistența medicală.

### Educație

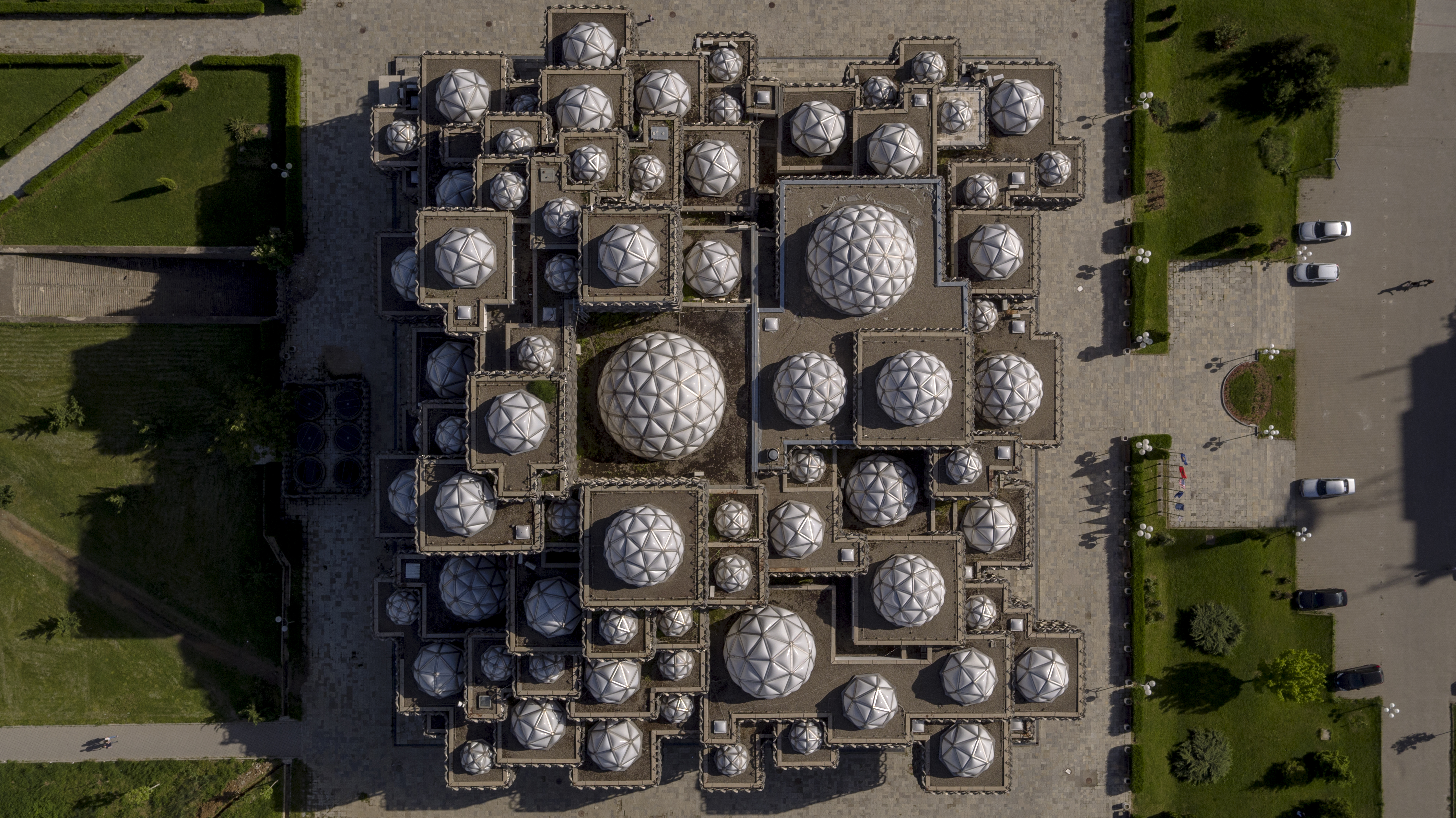
Biblioteca Națională a Kosovo

Educația pentru nivelurile primar, secundar și terțiar este predominant publică și susținută de stat, fiind gestionată de Ministerul Educației. Educația are loc în două etape principale: educația primară și secundară, și educația superioară.
Educația primară și secundară este subdivizată în patru etape: educația preșcolară, educația primară și secundară inferioară, educația secundară superioară și educația specială. Educația preșcolară este destinată copiilor cu vârste între unu și cinci ani. Educația primară și secundară este obligatorie pentru toți. Este oferită de gimnazii și școli vocaționale și este disponibilă și în limbile minorităților recunoscute în Kosovo, unde cursurile sunt ținute în albaneză, sârbă, bosniacă, turcă și croată. Prima fază (educația primară) include clasele întâi până la cinci, iar a doua fază (educația secundară inferioară) clasele șase până la nouă. A treia fază (educația secundară superioară) constă în educația generală, dar și în educația profesională, care este axată pe diferite domenii. Durează patru ani. Cu toate acestea, elevilor li se oferă posibilități de a aplica pentru studii superioare sau universitare. Conform Ministerului Educației, copiii care nu sunt capabili să obțină o educație generală pot beneficia de o educație specială (a cincea fază).
Educația superioară poate fi obținută în universități și alte institute de învățământ superior. Aceste instituții educaționale oferă studii pentru diplome de licență, masterat și doctorat. Studenții pot alege între studii cu frecvență sau fără frecvență.
Elevii din Kosovo au obținut rezultate foarte slabe la mai multe teste PISA, iar acest rezultat a stârnit dezbateri despre sistemul educațional.

### Media
Kosovo se clasează pe poziția 56 din 180 de țări în raportul din 2023 al Indicele Libertății Presei întocmit de Reporteri fără Frontiere. Media este formată din diferite tipuri de mijloace de comunicare, cum ar fi radio, televiziune, ziare și site-uri web. Majoritatea mediilor supraviețuiesc din publicitate și abonamente. Conform IREX, există 92 de stații de radio și 22 de stații de televiziune.

## Cultură

### Bucătărie

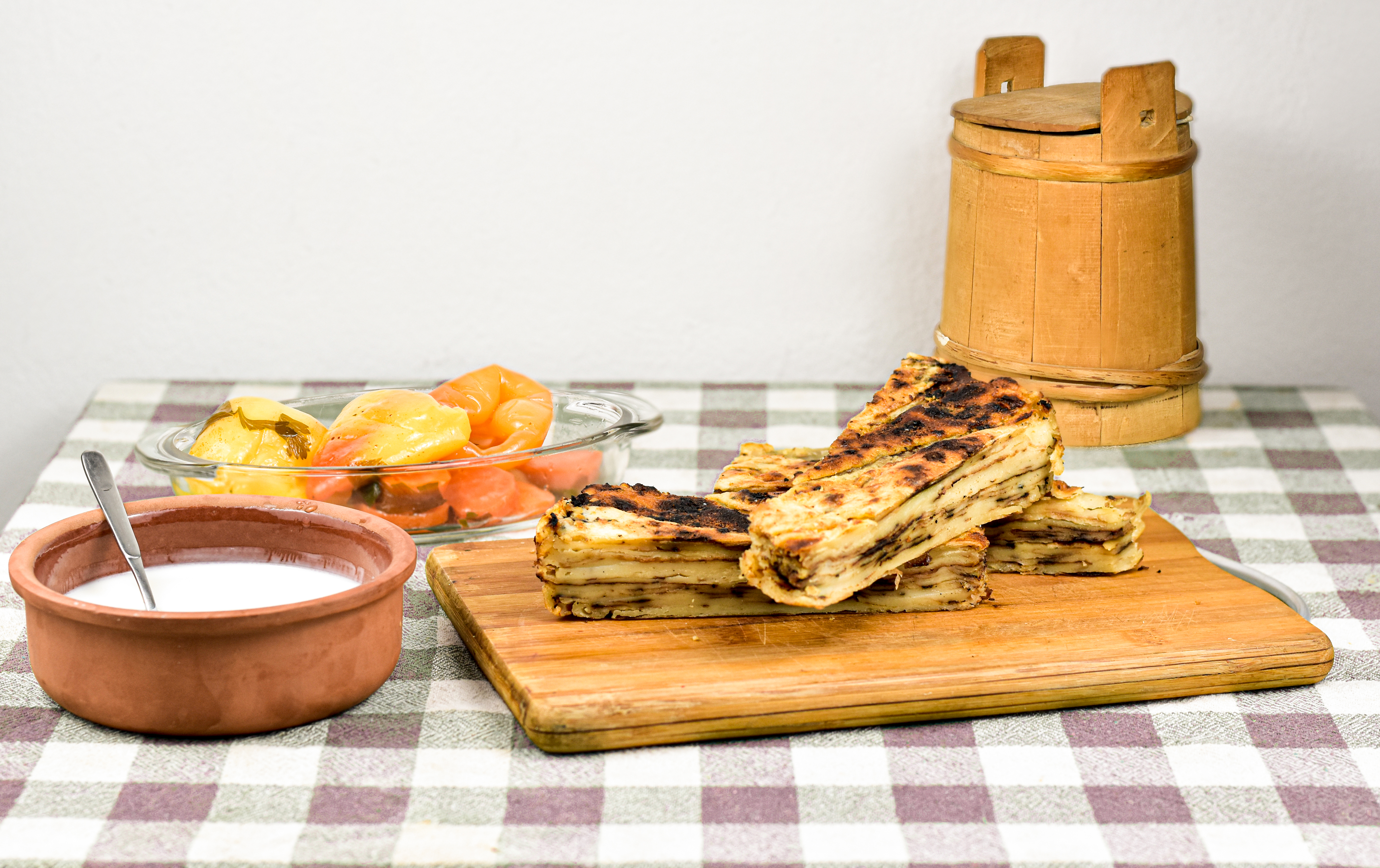
Fli este unul dintre cele mai apreciate preparate ale bucătăriei tradiționale albaneze din Kosovo

Bucătăria kosovară se distinge prin influențe culinare multiple, derivate din tradițiile balcanice, mediteraneene și otomane. Această combinație reflectă contexte istorice și culturale diverse ale Kosovo, subliniind în același timp patrimoniul său albanez. Un aspect primordial al acestei tradiții este principiul ospitalității, așa cum este articulat în Kanun, care ghidează diverse aspecte ale interacțiunilor și practicilor sociale. În special, noțiunea „casa unui albanez aparține lui Dumnezeu și oaspetelui” subliniază respectul și generozitatea cu care sunt tratați oaspeții. Fli se remarcă prin prepararea sa unică, care implică stratificarea aluatului și a smântânii într-o tigaie specială numită saç, coaptă lent timp de câteva ore. Pite, o plăcintă sărată umplută cu un amestec de carne, brânză sau spanac, este adesea savurată ca un fel de mâncare consistentă în întreg Kosovo. Un alt preparat popular este Byreku, o plăcintă foietaj care poate fi umplută cu diverse ingrediente, inclusiv carne, spanac sau brânză, și este adesea preparată în tăvi circulare. Qebapa sunt cârnați făcuți manual, tradițional din amestec de carne tocată de vită și alte tipuri de carne, condimentați cu un amestec de condimente precum usturoi și piper negru. Aceștia sunt serviți de obicei alături de pâine proaspătă, ceapă crudă și ajvar, o cremă sărată populară din ardei roșu, vinete și usturoi care completează preparatul. Petulla, sau gogoși prăjite cunoscute și sub numele de Llokuma, sunt adesea stropite cu miere sau presărate cu zahăr. Reçel, un tip de dulceață, este făcut din diverse fructe și este adesea folosit ca untdelemn pe pâine sau servit alături de petulla.
Bakllava este un desert tradițional din Europa de Sud, format din straturi de foietaj umplute cu nuci și stropite cu miere, servit adesea la ocazii festive. Un alt desert notabil este Trileçe, un pandișpan înmuiat într-un amestec de trei tipuri de lapte și acoperit cu caramel. Cultura cafelei din Kosovo reprezintă un aspect vibrant și esențial al vieții de zi cu zi, funcționând ca un pilon al interacțiunilor sociale și al întâlnirilor comunitare. În Kosovo, cafeaua simbolizează ospitalitatea și comunitatea, invitând atât localnicii, cât și vizitatorii să se conecteze. Adesea însoțită de dulciuri și patiserii tradiționale, prepararea cafelei implică de obicei un cezve, un ibric tradițional pentru prepararea cafelei măcinate fin. Această metodă subliniază natura ceremonială a preparării cafelei. Gazdele se mândresc să servească oaspeților cea mai bună cafea, evidențiind importanța ospitalității. Actul de a împărtăși cafeaua favorizează conversații semnificative între persoane, oamenii povestind și angajându-se în discuții despre viață.

### Sport
De la declararea independenței sale în anul 2008, Kosovo a făcut progrese substanțiale în sportul internațional. Prima participare a națiunii la Jocurile Olimpice a avut loc la Jocurile din 2016, unde a atins un reper prin obținerea primelor medalii, totalizând cinci medalii până în prezent. Implicarea Kosovo în Jocurile Europene a început în 2015, timp în care națiunea a acumulat patru medalii. În plus, Kosovo a început participarea la Jocurile Mediteraneene în 2018, obținând succes cu un total de zece medalii. În viitor, Kosovo este programată să găzduiască Jocurile din 2030, marcând o oportunitate semnificativă pentru națiune în domeniul sportului internațional. Sportivi notabili precum Laura Fazliu, Akil Gjakova, Nora Gjakova, Majlinda Kelmendi, Loriana Kuka și Distria Krasniqi au jucat roluri vitale în realizările sportive ale Kosovo, Majlinda Kelmendi fiind recunoscută în special pentru câștigarea primei medalii de aur olimpice a națiunii. Judoul a devenit un pilon al succesului Kosovo în competițiile internaționale, reprezentând majoritatea medalilor națiunii în diverse evenimente. Înainte de independența Kosovo, sportivi notabili precum Aziz Salihu, Vladimir Durković, Fahrudin Jusufi și Milutin Šoškić au reprezentat Iugoslavia, contribuind astfel la patrimoniul atletic divers al Kosovo.
Kosovo a obținut statutul de membru deplin atât în Uniunea Asociațiilor Europene de Fotbal (UEFA), cât și în Federația Internațională de Fotbal Asociație (FIFA) în 2016, facilitând participarea națiunii la competițiile internaționale de fotbal. Ca urmare, echipa națională de fotbal a Kosovo a devenit eligibilă să participe în rundele de calificare pentru turnee majore precum Liga Națiunilor UEFA, Campionatul European și Cupa Mondială FIFA. Cea mai mare realizare a echipei a avut loc în timpul ediției 2018–19 a Ligii Națiunilor UEFA, unde au încheiat turneul în fruntea grupului lor din Liga D, menținând un record de invincibilitate de patru victorii și două egaluri, asigurând astfel promovarea într-un nivel competitiv superior. Mai mulți jucători kosovari-albanezi au ales să reprezinte diverse națiuni europene, printre care se numără Lorik Cana pentru Albania și Adnan Januzaj pentru Belgia. În plus, contribuții cheie au venit de la jucători precum Valon Behrami, Xherdan Shaqiri și Granit Xhaka, toți contribuind semnificativ la echipa Elveției.

### Arte

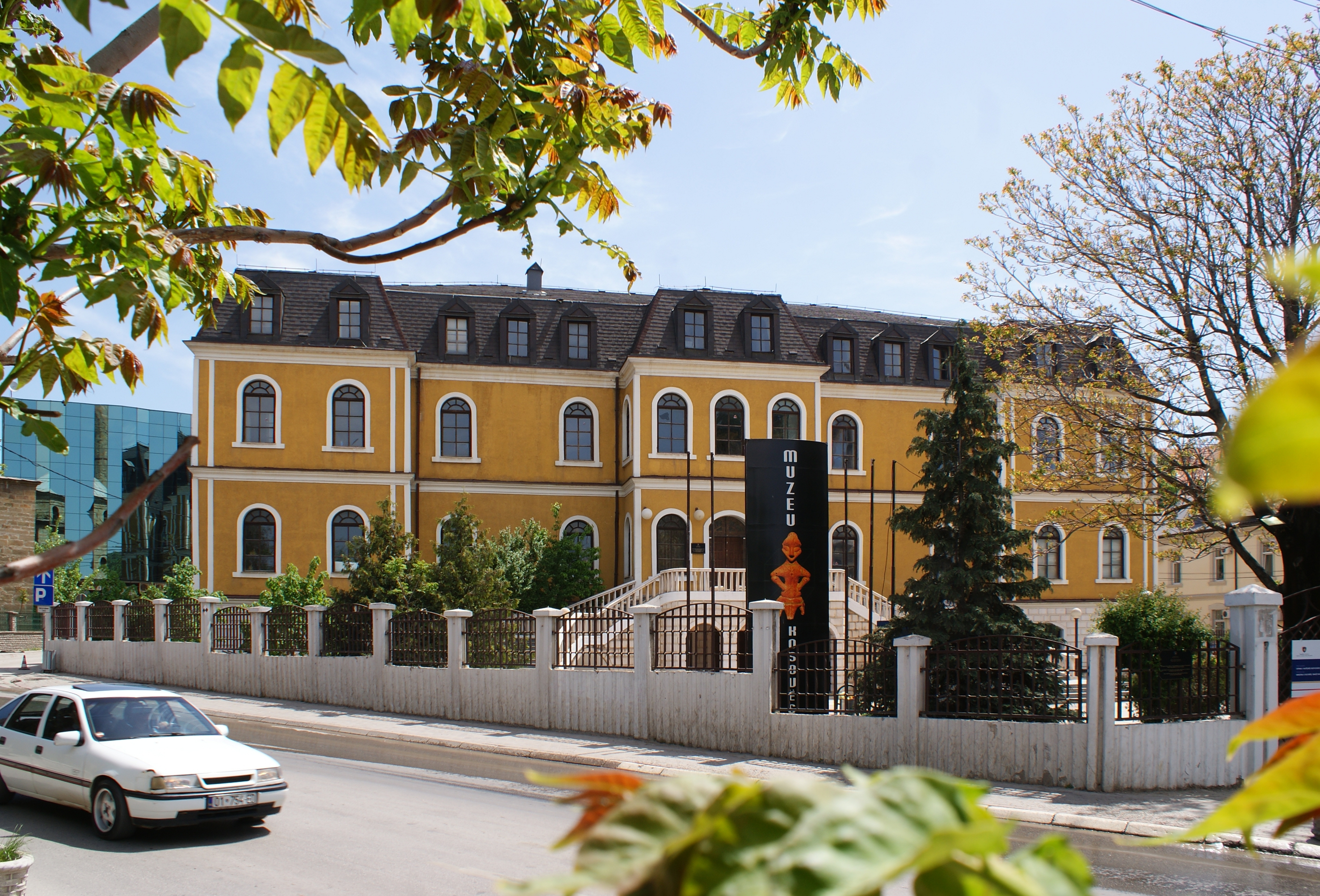
Muzeul Național al Kosovo

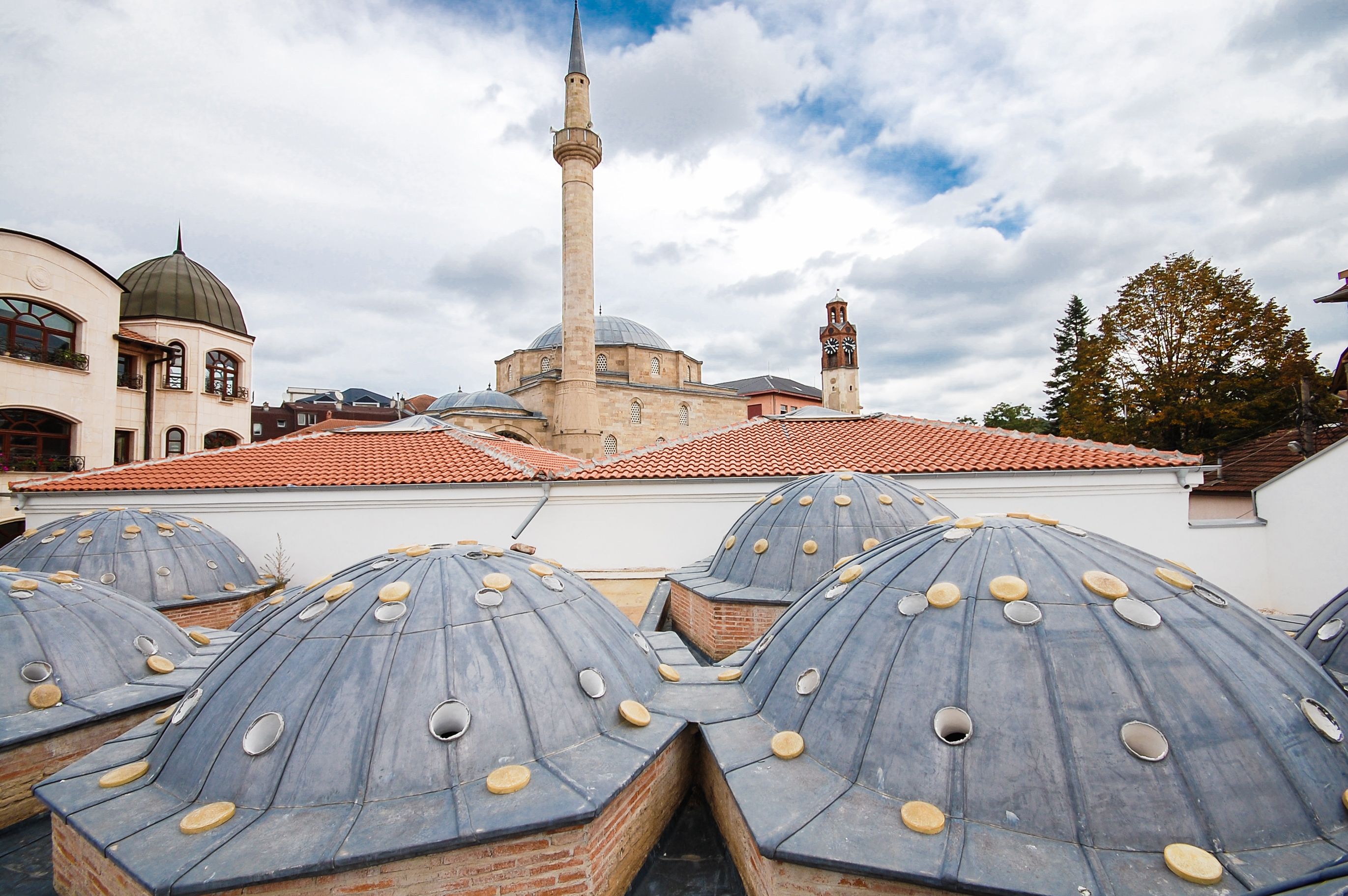
Marele Hamam din Priștina a fost construit în secolul al XV-lea și făcea parte din Moscheea Imperială din Priștina.

Arhitectura Kosovo datează din perioada Neolitic, Bronzului și Evul Mediu. A fost influențată de prezența diferitelor civilizații și religii, așa cum o dovedesc structurile care au supraviețuit până în prezent.
Kosovo găzduiește numeroase mănăstiri și biserici din secolele al XIII-lea și al XIV-lea care reprezintă moștenirea Ortodoxiei Sârbe. Patrimoniul arhitectural din perioada Otomană include moschei și hamamuri din secolele al XV-lea, al XVI-lea și al XVII-lea. Alte structuri arhitecturale istorice de interes includ kulla din secolele al XVIII-lea și al XIX-lea, precum și o serie de poduri, centre urbane și cetăți. Deși unele clădiri vernaculare nu sunt considerate importante în sine, împreună ele prezintă un interes considerabil. În timpul conflictului din 1999 din Kosovo, multe clădiri care reprezintă acest patrimoniu au fost distruse sau deteriorate. În regiunea Dukagjini, cel puțin 500 de kulla au fost atacate, iar majoritatea au fost distruse sau deteriorate.
În 2004, UNESCO a recunoscut Mănăstirea Visoki Dečani ca Patrimoniu Mondial datorită valorii sale universale excepționale. Doi ani mai târziu, situl patrimonial a fost extins ca o nominalizare serială, pentru a include alte trei monumente religioase: Patriarhia de Peja, Biserica Maicii Domnului din Ljeviš și Mănăstirea Gračanica sub denumirea de Monumente Medievale din Kosovo. Acesta constă din patru biserici și mănăstiri Ortodoxe Sârbe, care reprezintă fuziunea dintre arhitectura bisericească bizantină ortodoxă și cea romanică occidentală pentru a forma stilul Renașterii Paleologice.
Aceste monumente au fost atacate, în special în timpul violențelor etnice din 2004. În 2006, proprietatea a fost înscrisă pe Lista Patrimoniului Mondial în Pericol din cauza dificultăților de gestionare și conservare datorate instabilității politice a regiunii.
Arta kosovară a fost necunoscută publicului internațional pentru o perioadă foarte lungă, din cauza regimului, mulți artiști nu au putut să-și expună arta în galerii de artă, așa că au căutat întotdeauna alternative și au recurs chiar să ia lucrurile în propriile mâini. Până în 1990, artiștii din Kosovo și-au prezentat arta în multe centre de prestigiu recunoscute la nivel mondial. Au fost afirmați și evaluați foarte bine datorită abordării lor unice a artelor, având în vedere circumstanțele în care au fost create, ceea ce le-a făcut distincte și originale.
În februarie 1979, a fost înființată Galeria Națională de Artă Kosova. Aceasta a devenit cea mai înaltă instituție de arte vizuale din Kosovo. A fost numită după unul dintre cei mai proeminenți artiști ai Kosovo, Muslim Mulliqi. Engjëll Berisha, Masar Caka, Tahir Emra, Abdullah Gërguri, Hysni Krasniqi, Nimon Lokaj, Aziz Nimani, Ramadan Ramadani, Esat Valla și Lendita Zeqiraj sunt câțiva dintre puținii pictori albanezi născuți în Kosovo.

### Muzică
Deși muzica din Kosovo este diversă, muzica autentică albaneză și sârbă încă există. Muzica albaneză este caracterizată de utilizarea çifteliei. Muzica clasică este bine cunoscută în Kosovo și este predată în mai multe școli de muzică și universități. În 2014, Kosovo a trimis primul său film pentru Premiul Oscar pentru cel mai bun film străin, cu filmul Three Windows and a Hanging regizat de Isa Qosja.

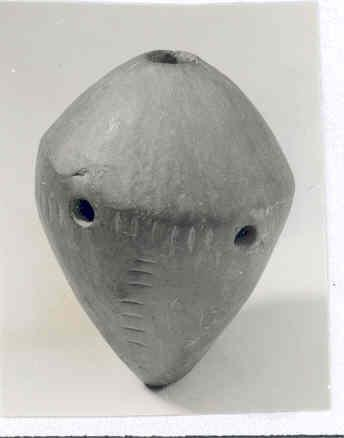
Ocarina neolitică de la Runik este cel mai vechi instrument muzical găsit în Kosovo până în prezent și unul dintre cele mai vechi din Europa

O ocarina din lut ars a fost găsită în satul Runik, care este considerată cel mai vechi instrument muzical găsit în Kosovo și una dintre cele mai vechi ocarine găsite vreodată în Europa. Se crede că Ocarina de la Runik are cel puțin 8.000 de ani.
În trecut, poezia epică din Kosovo și Albania de Nord era cântată pe o lahută, iar apoi se folosea o çiftelie mai melodioasă, care are două corzi – una pentru melodie și una pentru bordun. Muzica kosovară este influențată de muzica turcă datorită dominației otomane de aproape 500 de ani în Kosovo, deși folclorul kosovar și-a păstrat originalitatea și caracterul exemplar. Cercetările arheologice arată cât de veche este această tradiție și cum s-a dezvoltat în paralel cu alte muzici tradiționale din Balcani. Rădăcini datând din secolul al V-lea î.Hr. au fost găsite în picturi pe pietre ale cântăreților cu instrumente. (Există o faimoasă portretizare a lui „Pani” ținând un instrument similar cu o flaută).
Artisti contemporani de muzică precum Rita Ora, Dua Lipa și Era Istrefi sunt toți de origine albaneză și au obținut recunoaștere internațională pentru muzica lor. Un muzician larg recunoscut din Prizren este chitaristul Petrit Çeku, câștigător al mai multor premii internaționale.
Muzica sârbă din Kosovo prezintă un amestec de muzică tradițională, care face parte din tradiția balcanică mai largă, cu un sunet distinctiv propriu, și diverse influențe occidentale și turcești. Cântecele sârbești din Kosovo au fost o inspirație pentru cel de-al 12-lea cunun de cântece al compozitorului Stevan Mokranjac. Cea mai mare parte a muzicii sârbești din Kosovo a fost dominată de muzica bisericească, având propria sa parte de poezie epică cântată. Instrumentul național sârb Gusle este, de asemenea, folosit în Kosovo.
Viktorija este singura artistă din Kosovo care a reprezentat Iugoslavia la Concursul Muzical Eurovision ca parte a grupului Aska în 1982. Cântăreața Rona Nishliu s-a clasat pe locul 5 în 2012, în timp ce Lindita a reprezentat Albania în 2017. Mai mulți cântăreți sârbi din Kosovo au participat, de asemenea, la selecția națională sârbă pentru Concursul Muzical Eurovision. Nevena Božović a reprezentat Serbia la Concursul Muzical Eurovision pentru Copii și de două ori la Concursul Muzical Eurovision, prima dată ca membru al grupului Moje 3 în 2013 și apoi ca solistă în 2019.

### Cinema

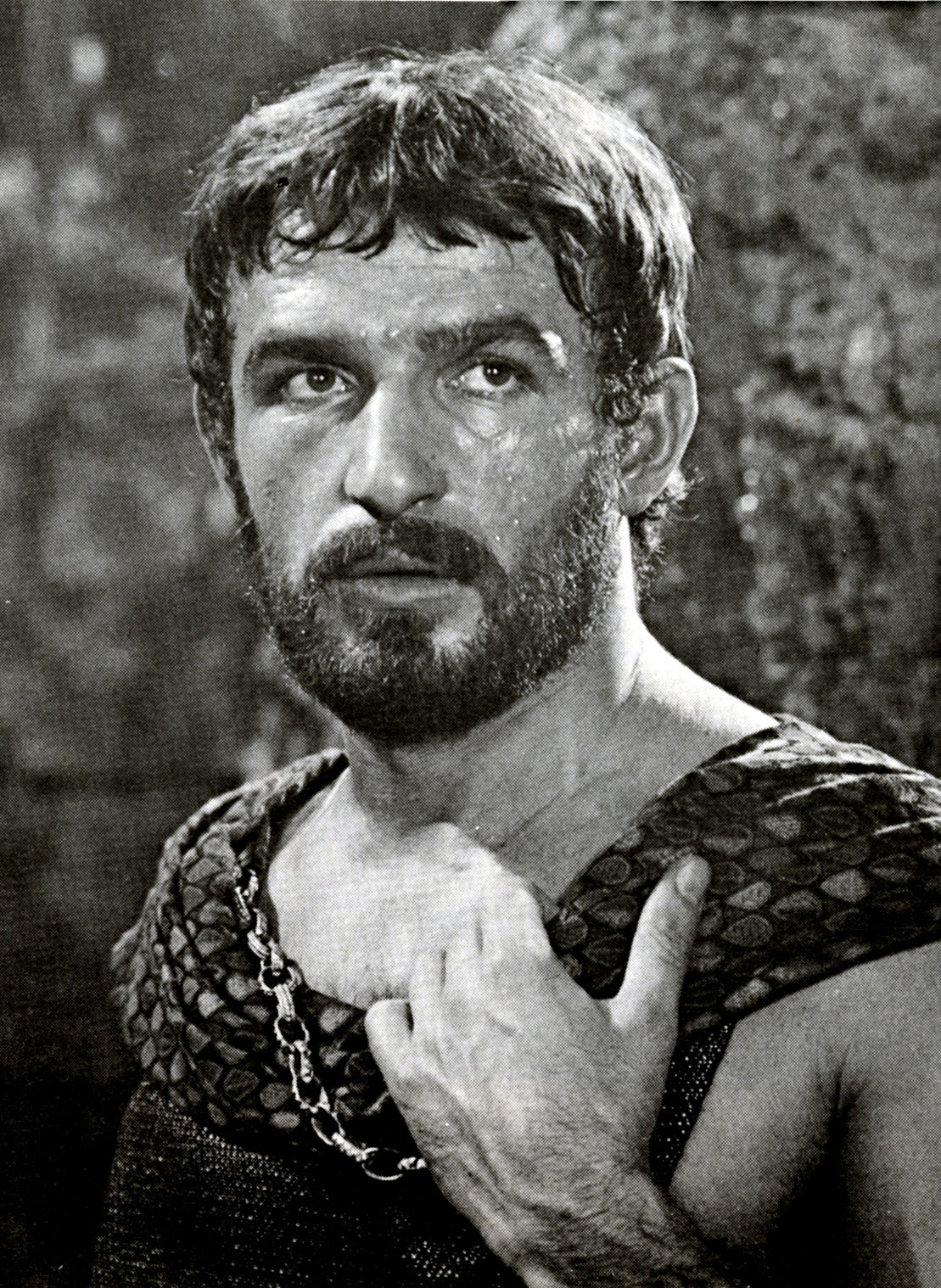
Bekim Fehmiu a fost primul actor din Europa de Est care a jucat în Hollywood în timpul Războiului Rece

Industria filmului din Kosovo datează din anii 1970. În 1969, parlamentul Kosovo a înființat Kosovafilm, o instituție de stat pentru producția, distribuția și difuzarea filmelor. Primul său director a fost actorul Abdurrahman Shala, urmat de scriitorul și poetul renumit Azem Shkreli, sub a cărui conducere au fost produse cele mai de succes filme. Directorii ulteriori ai Kosovafilm au fost Xhevar Qorraj, Ekrem Kryeziu și Gani Mehmetaj. După producerea a șaptesprezece filme de lung metraj, numeroase filme de scurt metraj și documentare, instituția a fost preluată de autoritățile sârbe în 1990 și desființată. Kosovafilm a fost reînființată după retragerea Iugoslaviei din regiune în iunie 1999 și, de atunci, încearcă să revitalizeze industria filmului din Kosovo.

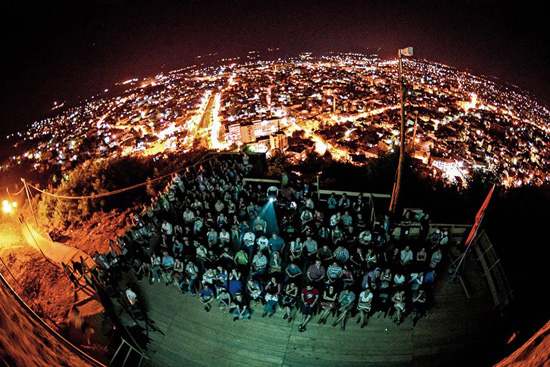
Dokufest în Prizren

Festivalul Internațional de Documentare și Filme de Scurt Metraj este cel mai mare eveniment cinematografic din Kosovo. Festivalul este organizat în august în Prizren, atrăgând numeroși artiști internaționali și regionali. În cadrul acestui festival organizat anual, filmele sunt difuzate de două ori pe zi în trei cinematografe în aer liber, precum și în două cinematografe obișnuite. Pe lângă filme, festivalul este cunoscut și pentru nopțile pline de viață de după proiecții. Diverse evenimente au loc în cadrul festivalului: ateliere, expoziții DokuPhoto, camping de festival, concerte, care transformă orașul într-un loc fermecător. În 2010, Dokufest a fost votat ca unul dintre cele mai bune 25 de festivaluri internaționale de documentare.
Actori internaționali de origine albaneză din Kosovo includ Arta Dobroshi, James Biberi, Faruk Begolli și Bekim Fehmiu. Festivalul Internațional de Film de la Priștina este cel mai mare festival de film, organizat anual în Priștina, Kosovo, care difuzează producții cinematografice internaționale de renume în regiunea Balcanilor și nu numai, atrăgând atenția asupra industriei filmului kosovar.
Filmul Shok a fost nominalizat la Premiul Oscar pentru cel mai bun scurt metraj de acțiune live la cea de-a 88-a ediție a Premiilor Oscar. Filmul a fost scris și regizat de regizorul nominalizat la Oscar, Jamie Donoughue, bazat pe evenimente reale din timpul războiului din Kosovo. Distribuitorul filmului Shok este Ouat Media, iar campania de pe rețelele de socializare este condusă de Team Albanians.